# Liste des transferts NBA saison 2014-2015
Pour un article plus général, voir Saison NBA 2014-2015.
Cette page présente la liste des transferts et mouvements de personnels de la NBA durant la saison 2014-2015.

## Retraites

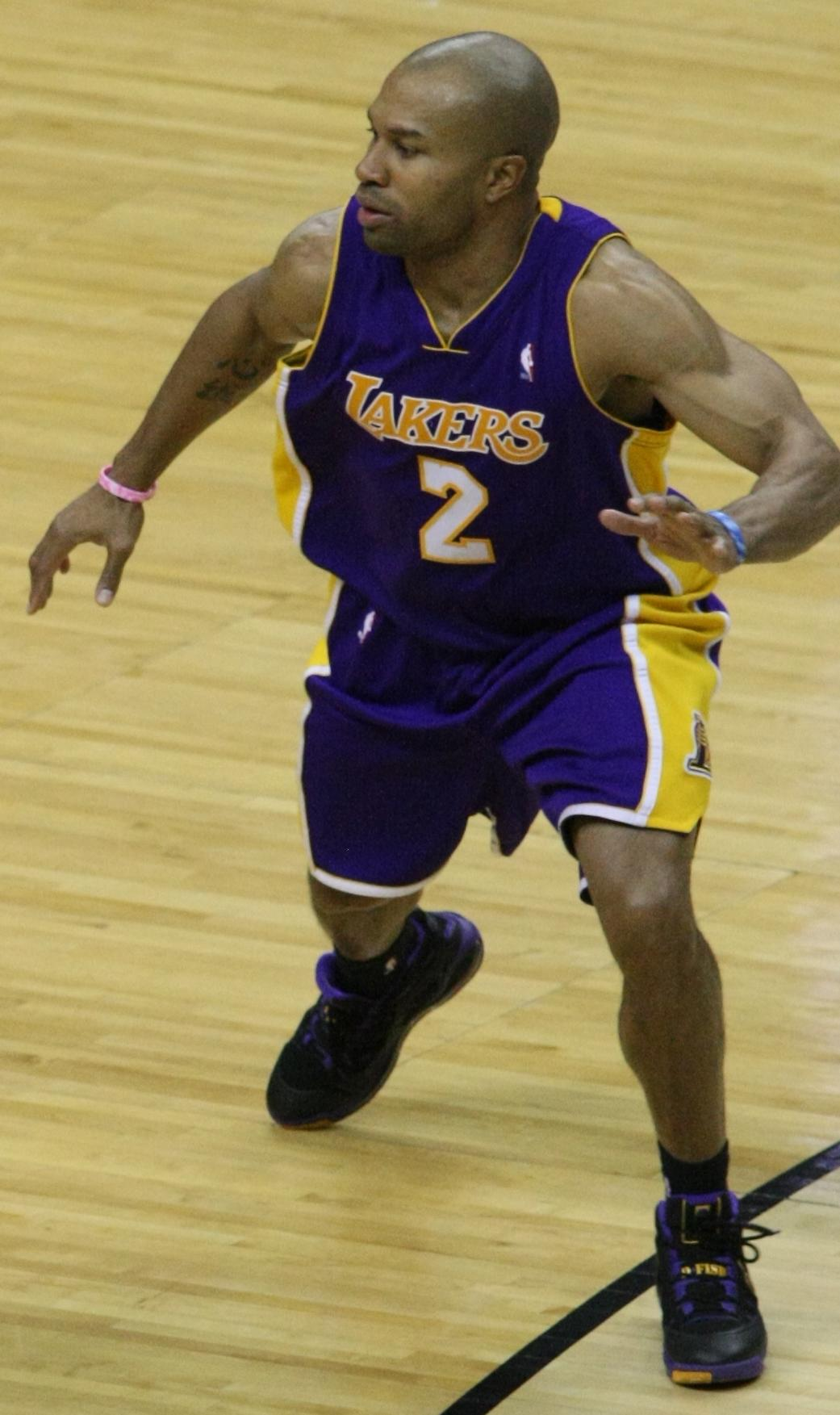
Derek Fisher avec les Lakers de Los Angeles

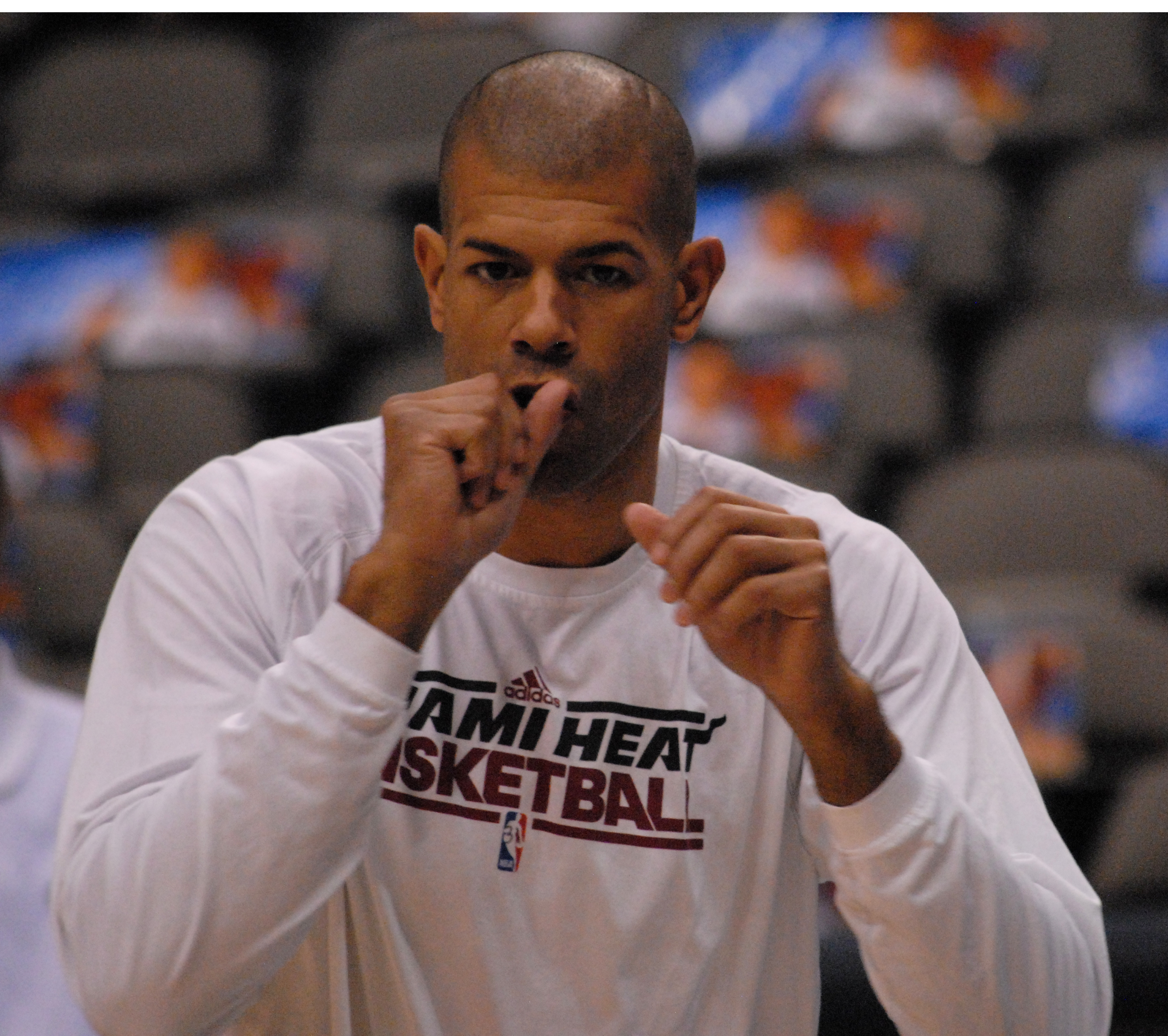
Shane Battier avec le Heat de Miami

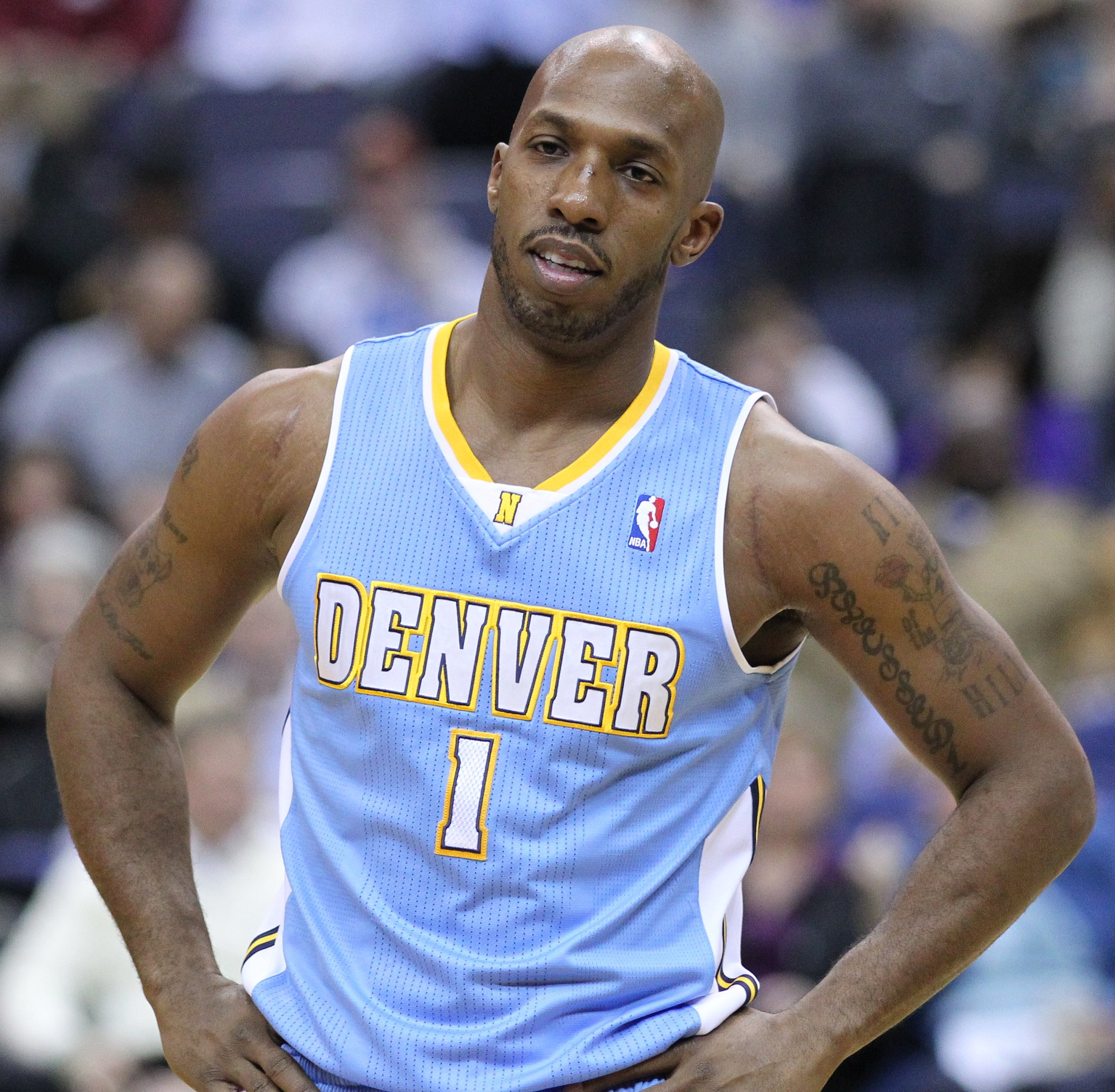
Chauncey Billups avec les Nuggets de Denver

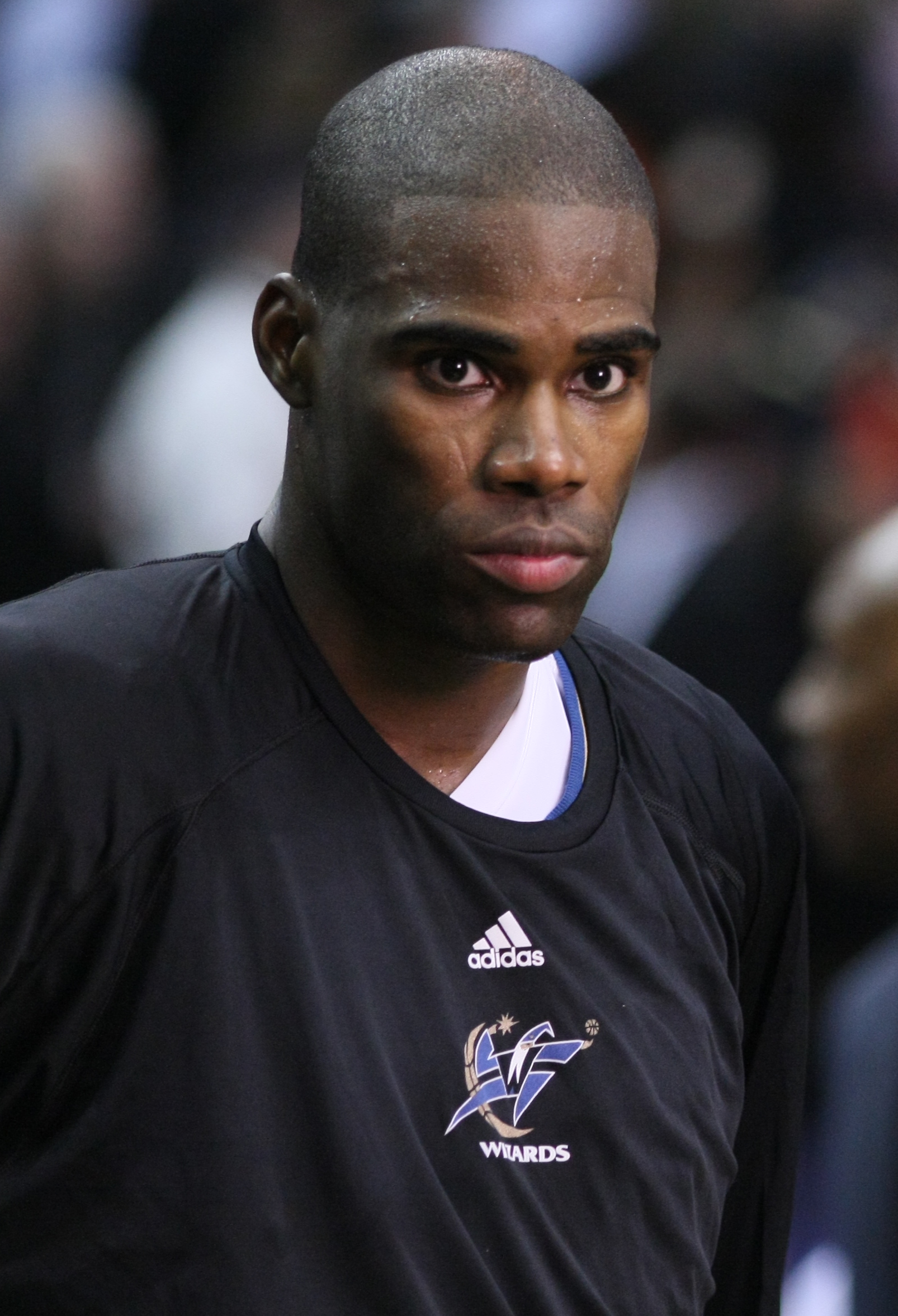
Antawn Jamison avec les Wizards de Washington

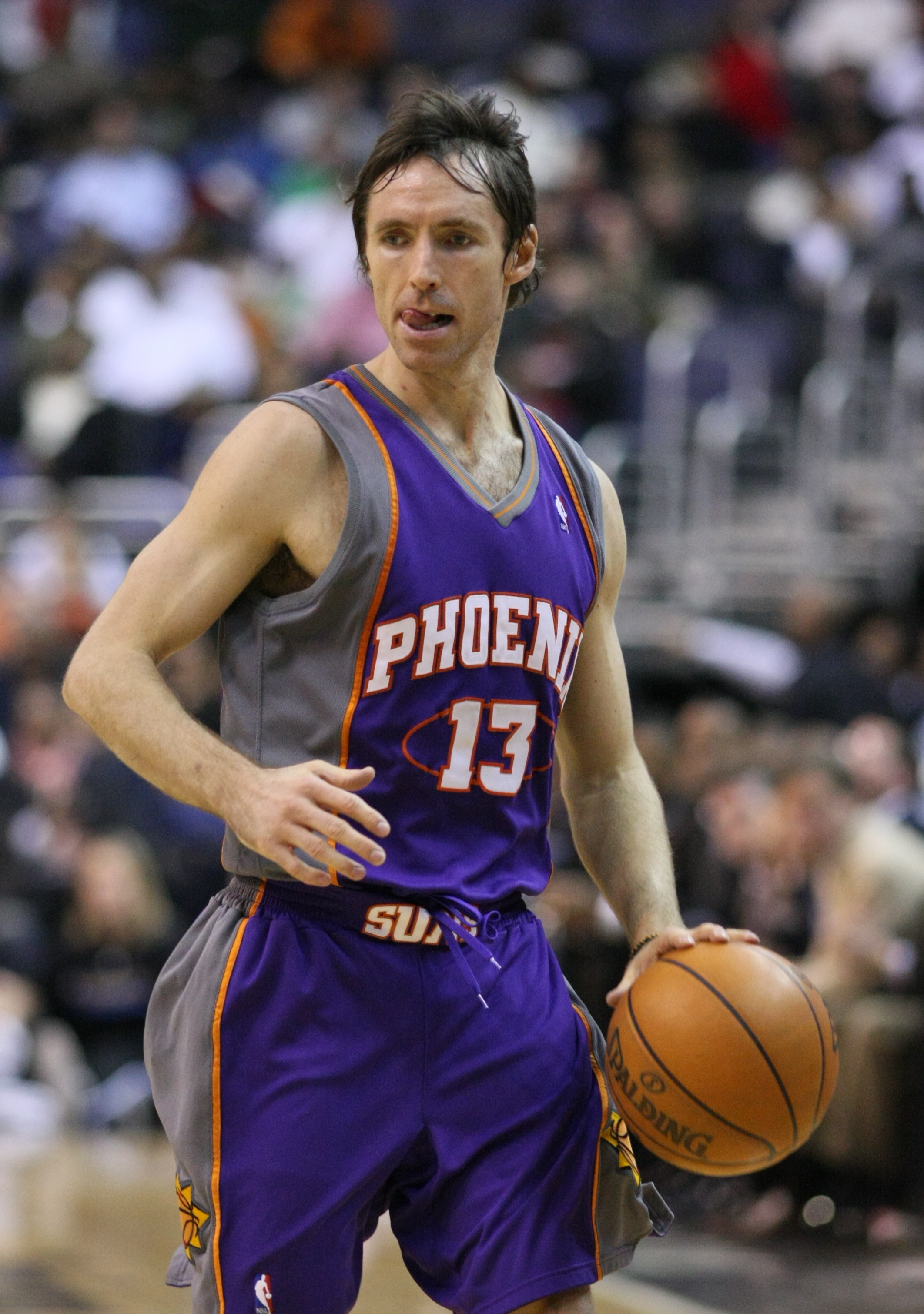
Steve Nash avec les Suns de Phoenix

| Date          | Nom                | Équipes | Âge | Palmarès | Ref.   |
| ------------- | ------------------ | --- | --- | --- | ------ |
| 9 juin        | Travis Diener      | Magic d'Orlando (2005–2007) Pacers de l'Indiana (2007–2010) Trail Blazers de Portland (2010) | 32  | | [ 1 ]  |
| 10 juin       | Derek Fisher       | Lakers de Los Angeles (1996–2004) Warriors de Golden State (2004–2006) Jazz de l'Utah (2006–2007) Lakers de Los Angeles (2007–2012) Thunder d'Oklahoma City (2012) Mavericks de Dallas (2012) Thunder d'Oklahoma City (2013-2014)                             | 39  | 5× Champion NBA (2000, 2001, 2002, 2009, 2010) | [ 2 ]  |
| 15 juin       | Shane Battier      | Grizzlies de Memphis (2001–2006) Rockets de Houston (2006–2011) Grizzlies de Memphis (2011) Heat de Miami (2011–2014) | 35  | 2× Champion NBA (2012, 2013) 2× NBA All-Defensive Second Team (2008, 2009) NBA All-Rookie First Team (2002) 1× NBA Teammate of the Year (2014) | [ 3 ]  |
| 7 août        | Quentin Richardson | Clippers de Los Angeles (2000–2004) Suns de Phoenix (2004-2005) Knicks de New York (2005-2009;2013) Heat de Miami (2009–2010) Magic d'Orlando (2010–2012) | 34  | 1x Three-Point Contest champion (2005) | [ 4 ]  |
| 7 août        | Malik Allen        | Heat de Miami (2001–2005) Bobcats de Charlotte (2005) Bulls de Chicago (2005–2007) Nets du New Jersey (2007–2008) Mavericks de Dallas (2008) Bucks de Milwaukee (2008–2009) Mavericks de Dallas (2009–2010) Magic d'Orlando (2010–2011)                       | 36  | | [ 5 ]  |
| 24 août       | Joel Przybilla     | Bucks de Milwaukee (2000–2004; 2012–2013) Hawks d'Atlanta (2004) Trail Blazers de Portland (2004–2011; 2012) Bobcats de Charlotte (2011) | 34  | | [ 6 ]  |
| 9 septembre   | Chauncey Billups   | Celtics de Boston (1997–1998) Raptors de Toronto (1998) Nuggets de Denver (1998-2000) Timberwolves du Minnesota (2000-2002) Pistons de Détroit (2002-2009) Nuggets de Denver (2009-2011) Clippers de Los Angeles (2011-2013) Pistons de Détroit (2013-2014)   | 37  | 1× Champion NBA (2004) 1× MVP des Finales (2004) 5× NBA All-Star (2006–2010) 1× All-NBA Second Team (2006) 2× All-NBA Third Team (2007, 2009) 2× NBA All-Defensive Second Team (2005, 2006) 1× J. Walter Kennedy Citizenship Award (2008) 1× NBA Sportsmanship Award (2009) 1× NBA Teammate of the Year (2013)                                            | [ 7 ]  |
| 10 septembre  | Ronald Dupree      | Bulls de Chicago (2004) Pistons de Détroit (2004-2005:2006-2007) Timberwolves du Minnesota (2005-2006) SuperSonics de Seattle (2008) Raptors de Toronto (2010-2011)                                                                                           | 33  | | [ 8 ]  |
| 22 septembre  | Darko Miličić      | Pistons de Détroit (2003-2006) Magic d'Orlando (2006-2007) Grizzlies de Memphis (2007-2009) Knicks de New York (2009-2010) Timberwolves du Minnesota (2010-2012) Celtics de Boston (2012)                                                                     | 29  | 1× Champion NBA (2004) | [ 9 ]  |
| 29 septemnbre | Royal Ivey         | Hawks d'Atlanta (2004–2007) Bucks de Milwaukee (2007–2008; 2010) 76ers de Philadelphie (2008–2010; 2012–2013) Thunder d'Oklahoma City (2010–2012; 2014) | 32  | | [ 10 ] |
| 2 octobre     | Earl Watson        | SuperSonics de Seattle (2001-2002) Grizzlies de Memphis (2002-2005) Nuggets de Denver (2005-2006) SuperSonics de Seattle/Thunder d'Oklahoma City (2006-2009) Pacers de l'Indiana (2009-2010) Jazz de l'Utah (2010-2013) Trail Blazers de Portland (2013-2014) | 35  | | [ 11 ] |
| 7 octobre     | Antawn Jamison     | Warriors de Golden State (1998–2003) Mavericks de Dallas (2003–2004) Wizards de Washington (2004–2010) Cavaliers de Cleveland (2010–2012) Lakers de Los Angeles (2012–2013) Clippers de Los Angeles (2013–2014)                                               | 38  | 2× NBA All-Star (2005, 2008) 1×NBA Sixth Man of the Year (2004) NBA All-Rookie Second Team (1999) | [ 12 ] |
| 9 octobre     | Corey Maggette     | Magic d'Orlando (1999–2000) Clippers de Los Angeles (2000–2008) Warriors de Golden State (2008–2010) Bucks de Milwaukee (2010–2011) Bobcats de Charlotte (2011–2012) Pistons de Détroit (2012–2013)                                                           | 34  | | [ 13 ] |
| 11 novembre   | DeSagana Diop      | Cavaliers de Cleveland (2001–2005) Mavericks de Dallas (2005–2008, 2008–2009) Nets du New Jersey (2008) Bobcats de Charlotte (2009–2013) | 32  | | [ 14 ] |
| 19 novembre   | Jason Collins      | Nets du New Jersey (2001-2008) Grizzlies de Memphis (2008) Timberwolves du Minnesota (2008-2009) Hawks d'Atlanta (2009-2012) Celtics de Boston (2012-2013) Wizards de Washington (2013) Nets de Brooklyn (2014)                                               | 35  | | [ 15 ] |
| 25 février    | Larry Sanders      | Bucks de Milwaukee (2010–2015) | 26  | | [ 16 ] |
| 26 février    | Richard Hamilton   | Wizards de Washington (1999-2002) Pistons de Détroit (2002-2011) Bulls de Chicago (2011-2013) | 37  | 1× Champion NBA (2004) 3× NBA All-Star (2006–2008) | [ 17 ] |
| 18 mars       | Al Harrington      | Pacers de l'Indiana (1998-2004; 2006-2007) Hawks d'Atlanta (2004-2006) Warriors de Golden State (2007-2008) Knicks de New York (2008-2010) Nuggets de Denver (2010-2012) Magic d'Orlando (2012-2013) Wizards de Washington (2013-2014)                        | 35  | | [ 18 ] |
| 21 mars       | Steve Nash         | Suns de Phoenix (1996-1998; 2004-2012) Mavericks de Dallas (1998-2004) Lakers de Los Angeles (2012-2015) | 41  | 2× NBA Most Valuable Player (2005, 2006) 8× NBA All-Star (2002, 2003, 2005–2008, 2010, 2012) 3× All-NBA First Team (2005–2007) 2× All-NBA Second Team (2008, 2010) 2× All-NBA Third Team (2002, 2003) 5× Meilleur passeur de la saison (2005–2007, 2010, 2011) 4× Membre du club 50-40-90 (2006, 2008–2010) 1× J. Walter Kennedy Citizenship Award (2007) | [ 19 ] |

## Encadrement

### Entraîneurs

#### Avant-saison
| Date de signature | Équipe                    | Ancien entraîneur | Raison du départ                  | Nouvel entraîneur | Dernier poste occupé                             | Ref.   |
| ----------------- | ------------------------- | ----------------- | --------------------------------- | ----------------- | ------------------------------------------------ | ------ |
| 14 mai            | Pistons de Détroit        | John Loyer        | Intérimaire Contrat non renouvelé | Stan Van Gundy    | Magic d'Orlando Entraîneur (2007–2012)           | [ 20 ] |
| 19 mai            | Warriors de Golden State  | Mark Jackson      | Limogé                            | Steve Kerr        | Suns de Phoenix Manager général (2007–2010)      | [ 21 ] |
| 6 juin            | Timberwolves du Minnesota | Rick Adelman      | Retraite                          | Flip Saunders     | Wizards de Washington Entraîneur (2009-2012)     | [ 22 ] |
| 6 juin            | Jazz de l'Utah            | Tyrone Corbin     | Contrat non renouvelé             | Quin Snyder       | Hawks d'Atlanta Entraîneur-assistant (2013–2014) | [ 23 ] |
| 10 juin           | Knicks de New York        | Mike Woodson      | Limogé                            | Derek Fisher      | Thunder d'Oklahoma City Joueur (2013–2014)       | [ 2 ]  |
| 20 juin           | Cavaliers de Cleveland    | Mike Brown        | Limogé                            | David Blatt       | Maccabi Tel-Aviv Entraîneur (2010–2014)          | [ 24 ] |
| 30 juin           | Bucks de Milwaukee        | Larry Drew        | Limogé                            | Jason Kidd        | Nets de Brooklyn Entraîneur (2013–2014)          | [ 25 ] |
| 2 juillet         | Nets de Brooklyn          | Jason Kidd        | Transféré                         | Lionel Hollins    | Grizzlies de Memphis Entraîneur (2009–2013)      | [ 26 ] |
| 27 juillet        | Lakers de Los Angeles     | Mike D'Antoni     | Démission                         | Byron Scott       | Cavaliers de Cleveland Entraîneur (2010–2013)    | ,      |

#### En cours de saison
| Date de signature | Équipe              | Ancien entraîneur       | Raison du départ | Nouvel entraîneur       | Dernier poste occupé                               | Ref.   |
| ----------------- | ------------------- | ----------------------- | ---------------- | ----------------------- | -------------------------------------------------- | ------ |
| 15 décembre       | Kings de Sacramento | Mike Malone             | Limogé           | Tyrone Corbin (intérim) | Jazz de l'Utah Entraîneur (2011–2014)              | [ 29 ] |
| 5 février         | Magic d'Orlando     | Jacque Vaughn           | Limogé           | James Borrego (intérim) | Magic d'Orlando Entraîneur adjoint (2012–2015)     | [ 30 ] |
| 12 février        | Kings de Sacramento | Tyrone Corbin (intérim) | Remplacé         | George Karl             | Nuggets de Denver Entraîneur principal (2005–2013) | [ 31 ] |
| 3 mars            | Nuggets de Denver   | Brian Shaw              | Limogé           | Melvin Hunt (intérim)   | Nuggets de Denver Entraîneur adjoint (2010–2015)   | [ 32 ] |

### Manager général

#### Avant-saison
| Date de retrait | Équipe                  | Ancien manager géneral | Raison du départ       | Nouveau manager général | Dernier poste occupé                                        | Ref.   |
| --------------- | ----------------------- | ---------------------- | ---------------------- | ----------------------- | ----------------------------------------------------------- | ------ |
| 3 juin          | Pistons de Détroit      | Joe Dumars             | Démis de ses fonctions | Jeff Bower              | Pelicans de La Nouvelle-Orléans Manager général (2005–2010) | [ 33 ] |
| 16 juin         | Clippers de Los Angeles | Gary Sacks             | Rétrogradé             | Dave Wohl               | Celtics de Boston Manager Général assistant (2007–2009)     | [ 34 ] |

## Joueurs

### Échanges
Échanges hors échanges du jour de la draft 2014.
| Juin              | Juin | Juin | Juin                     |
| ----------------- | --- | --- | ------------------------ |
| 25 juin 2014      | Échange à deux équipes | Échange à deux équipes | Échange à deux équipes   |
| 25 juin 2014      | Vers Mavericks de Dallas - Tyson Chandler - Raymond Felton | Vers Knicks de New York - José Calderón - Samuel Dalembert - Wayne Ellington - Shane Larkin - Deux choix du second tour de la draft 2014                                                                   | [ 35 ]                   |
| 26 juin 2014      | Échange à deux équipes | Échange à deux équipes | Échange à deux équipes   |
| 26 juin 2014      | Vers Nuggets de Denver - Arron Afflalo | Vers Magic d'Orlando - Evan Fournier - Droits du 56e choix de draft : Roy Devyn Marble | [ 36 ]                   |
| 26 juin 2014      | Vers Knicks de New York - Droits du 57e choix de draft : Louis Labeyrie | Vers Pacers de l'Indiana - Compensation financière | [ 37 ]                   |
| 26 juin 2014      | Vers Lakers de Los Angeles - Droits du 46e choix de draft : Jordan Clarkson | Vers Wizards de Washington - Compensation financière | [ 38 ]                   |
| 26 juin 2014      | Vers Hawks d'Atlanta - Droits du 48e choix de draft : Lamar Patterson | Vers Wizards de Washington - Choix de second tour draft 2015 | [ 39 ]                   |
| 26 juin 2014      | Vers Grizzlies de Memphis - Droits du 35e choix de draft : Jarnell Stokes | Vers Jazz de l'Utah - Choix de second tour draft 2016 | [ 40 ]                   |
| 26 juin 2014      | Vers 76ers de Philadelphie - Droits du 12e choix de draft : Dario Šarić - Choix de second tour draft 2015 - 1 futur choix de premier tour draft                                                                                | Vers Jazz de l'Utah - Droits du 10e choix de draft : Elfrid Payton | [ 41 ]                   |
| 26 juin 2014      | Vers Bulls de Chicago - Droits du 11e choix de draft : Doug McDermott - Anthony Randolph | Vers Nuggets de Denver - Droits du 16e choix de draft : Jusuf Nurkić - Droits du 19e choix de draft : Gary Harris - Choix de second tour draft 2015                                                        | [ 42 ]                   |
| 26 juin 2014      | Vers Spurs de San Antonio - Droits du 54e choix de draft : Nemanja Dangubić - Anthony Randolph | Vers 76ers de Philadelphie - Droits du 58e choix de draft : Jordan McRae - Droits du 60e choix de draft : Cory Jefferson                                                                                   | [ 43 ]                   |
| 26 juin 2014      | Vers Thunder d'Oklahoma City - Droits du 55e choix de draft : Semaj Christon | Vers Hornets de Charlotte - Compensation financière | [ 44 ]                   |
| 26 juin 2014      | Vers Hornets de Charlotte - Droits du 26e choix de draft : P. J. Hairston - Droits du 55e choix de draft : Semaj Christon - Choix de second tour draft 2019 - Compensation financière                                          | Vers Heat de Miami - Droits du 24e choix de draft : Shabazz Napier | [ 45 ]                   |
| 25 juin 2014      | Échange à quatre équipes | Échange à quatre équipes | Échange à quatre équipes |
| 25 juin 2014      | Vers Nets de Brooklyn - Droits du 44e choix de draft : Markel Brown (de Minnesota) - Droits du 59e choix de draft : Xavier Thames (de Toronto) - Droits du 60e choix de draft : Cory Jefferson (de Philadelphie)               | Vers Timberwolves du Minnesota - Compensation financière (de Brooklyn) | [ 46 ]                   |
| 25 juin 2014      | Vers Raptors de Toronto - Compensation financière (de Brooklyn) | Vers 76ers de Philadelphie - Compensation financière (de Brooklyn) | [ 46 ]                   |
| Juillet           | | |                          |
| 1er juillet 2014  | Échange à deux équipes | Échange à deux équipes | Échange à deux équipes   |
| 1er juillet 2014  | Vers Nets de Brooklyn - Choix de second tour draft 2015 - Choix de second tour draft 2019 | Vers Bucks de Milwaukee - Droit d'embaucher Jason Kidd comme entraîneur | [ 47 ]                   |
| 10 juillet 2014   | Échange à trois équipes | Échange à trois équipes | Échange à trois équipes  |
| 10 juillet 2014   | Vers Celtics de Boston - Marcus Thornton (de Brooklyn) - Tyler Zeller (de Cleveland) - Futur choix de premier tour de draft (de Cleveland)                                                                                     | Vers Nets de Brooklyn - Jarrett Jack (de Cleveland) - Sergueï Karassev (de Cleveland) | [ 48 ]                   |
| 10 juillet 2014   | Vers Cavaliers de Cleveland - Droits pour la draft de İlkan Karaman (de Brooklyn) - Droits pour la draft de Edin Bavčić (de Brooklyn) - Futur choix conditionnel de second tour de draft (de Boston)                           | | [ 48 ]                   |
| 10 juillet 2014   | Échange à deux équipes | Échange à deux équipes | Échange à deux équipes   |
| 10 juillet 2014   | Vers Jazz de l'Utah - Steve Novak - Choix de second tour draft 2017 | Vers Raptors de Toronto - Diante Garrett | [ 49 ]                   |
| 11 juillet 2014   | Échange à deux équipes | Échange à deux équipes | Échange à deux équipes   |
| 11 juillet 2014   | Vers Rockets de Houston - Droits pour Serhiy Lichtchouk | Vers Lakers de Los Angeles - Jeremy Lin - Choix de premier tour draft 2015 - Choix de second tour draft 2015                                                                                               | [ 50 ]                   |
| 11 juillet 2014   | Vers Pelicans de La Nouvelle-Orléans - Alonzo Gee | Vers Cavaliers de Cleveland - Choix de second tour draft 2016 | [ 51 ]                   |
| 12 juillet 2014   | Échange à deux équipes | Échange à deux équipes | Échange à deux équipes   |
| 12 juillet 2014   | Vers Suns de Phoenix - Isaiah Thomas | Vers Kings de Sacramento - Droits sur Alex Oriakhi | [ 52 ]                   |
| 12 juillet 2014   | Vers Hornets de Charlotte - Scotty Hopson | Vers Cavaliers de Cleveland - Compensation financière | [ 53 ]                   |
| 15 juillet 2014   | Échange à deux équipes | Échange à deux équipes | Échange à deux équipes   |
| 15 juillet 2014   | Vers Bulls de Chicago - Droits sur Milovan Raković | Vers Magic d'Orlando - Anthony Randolph - Choix de second tour draft 2015 - Choix de second tour draft 2016 - Compensation financière                                                                      |                          |
| 15 juillet 2014   | Vers Bulls de Chicago - Droits sur Tadija Dragićević | Vers Mavericks de Dallas - Greg Smith |                          |
| 15 juillet 2014   | Échange à trois équipes | Échange à trois équipes | Échange à trois équipes  |
| 15 juillet 2014   | Vers Pelicans de La Nouvelle-Orléans - Ömer Aşık (de Houston) - Omri Casspi (de Houston) - Compensation financière (de Houston)                                                                                                | Vers Rockets de Houston - Trevor Ariza (de Washington) - Alonzo Gee (de Nouvelle-Orléans) - Scotty Hopson (de Nouvelle-Orléans) - Choix de second tour draft 2015 (de Pelicans de La Nouvelle-Orléans)     | [ 54 ]                   |
| 15 juillet 2014   | Vers Wizards de Washington - Melvin Ely (de Nouvelle-Orléans) | | [ 54 ]                   |
| 15 juillet 2014   | Échange à deux équipes | Échange à deux équipes |                          |
| 15 juillet 2014   | Vers Hawks d'Atlanta - Thabo Sefolosha (sign and trade) - Droits sur Yórgos Príntezis - Compensation financière | Vers Thunder d'Oklahoma City - Droits sur Sofoklís Schortsanítis - "Trade exception" | [ 55 ]                   |
| 17 juillet 2014   | Échange à deux équipes | Échange à deux équipes | Échange à deux équipes   |
| 17 juillet 2014   | Vers Wizards de Washington - DeJuan Blair | Vers Mavericks de Dallas - Droits sur Emir Preldžič | [ 56 ]                   |
| 19 juillet 2014   | Échange à deux équipes | Échange à deux équipes | Échange à deux équipes   |
| 19 juillet 2014   | Vers Wizards de Washington - Kris Humphries (sign and trade) | Vers Thunder d'Oklahoma City - Futur second choix de draft - "Trade exception" | [ 57 ]                   |
| 22 juillet 2014   | Échange à deux équipes | Échange à deux équipes | Échange à deux équipes   |
| 22 juillet 2014   | Vers Cavaliers de Cleveland - John Lucas III - Malcolm Thomas - Erik Murphy | Vers Jazz de l'Utah - Carrick Felix - Second choix de la draft 2015 - Compensation financière | [ 58 ]                   |
| Août              | | |                          |
| 6 août 2014       | Échange à deux équipes | Échange à deux équipes | Échange à deux équipes   |
| 6 août 2014       | Vers Knicks de New York - Quincy Acy - Travis Outlaw | Vers Kings de Sacramento - Wayne Ellington - Jeremy Tyler - Second choix de la draft 2016 | [ 59 ]                   |
| 23 août 2014      | Échange à trois équipes | Échange à trois équipes | Échange à trois équipes  |
| 23 août 2014      | Vers Timberwolves du Minnesota - Andrew Wiggins (de Cleveland) - Anthony Bennett (de Cleveland) - Thaddeus Young (de Philadelphie) - "Trade exception"                                                                         | Vers Cavaliers de Cleveland - Kevin Love (de Minnesota) | [ 60 ]                   |
| 23 août 2014      | Vers 76ers de Philadelphie - Luc Mbah a Moute (de Minnesota) - Alexey Shved (de Minnesota) - Premier choix de la draft 2015 (de Cleveland)                                                                                     | | [ 60 ]                   |
| 26 août 2014      | Échange à deux équipes | Échange à deux équipes | Échange à deux équipes   |
| 26 août 2014      | Vers Clippers de Los Angeles - Carlos Delfino - Miroslav Raduljica - Second choix de la draft 2015 | Vers Bucks de Milwaukee - Jared Dudley - Premier choix de la draft 2017 | [ 61 ]                   |
| 26 août 2014      | Vers Thunder d'Oklahoma City - Second choix de la draft 2015 - "Trade exception" | Vers 76ers de Philadelphie - Hasheem Thabeet - Compensation financière | [ 62 ]                   |
| Septembre         | | |                          |
| 17 septembre 2014 | Échange à deux équipes | Échange à deux équipes | Échange à deux équipes   |
| 17 septembre 2014 | Vers Rockets de Houston - Second choix de la draft 2015 - Second choix de la draft 2016 | Vers Kings de Sacramento - Alonzo Gee - Scotty Hopson | [ 63 ]                   |
| 25 septembre 2014 | Échange à deux équipes | Échange à deux équipes | Échange à deux équipes   |
| 25 septembre 2014 | Vers Celtics de Boston - John Lucas III - Erik Murphy - Dwight Powell - Malcolm Thomas - Second choix de la draft 2016 - Second choix de la draft 2017 - "Trade exception"                                                     | Vers Cavaliers de Cleveland - Keith Bogans - Second choix de la draft 2015 - Second choix de la draft 2017                                                                                                 | [ 64 ]                   |
| 27 septembre 2014 | Échange à deux équipes | Échange à deux équipes | Échange à deux équipes   |
| 27 septembre 2014 | Vers 76ers de Philadelphie - Keith Bogans - Second choix de la draft 2018 | Vers Cavaliers de Cleveland - Second choix de la draft 2015 - "Trade exception" | [ 65 ]                   |
| Octobre           | | |                          |
| 17 octobre 2014   | Échange à deux équipes | Échange à deux équipes | Échange à deux équipes   |
| 17 octobre 2014   | Vers Celtics de Boston - Will Bynum | Vers Pistons de Détroit - Joel Anthony | [ 66 ]                   |
| 24 octobre 2014   | Échange à deux équipes | Échange à deux équipes | Échange à deux équipes   |
| 24 octobre 2014   | Vers Nets de Brooklyn - Casper Ware | Vers 76ers de Philadelphie - Marquis Teague - Second choix de la draft 2019 | [ 67 ]                   |
| 27 octobre 2014   | Échange à deux équipes | Échange à deux équipes | Échange à deux équipes   |
| 27 octobre 2014   | Vers 76ers de Philadelphie - Travis Outlaw - Second choix de la draft 2019 - Option pour échange de second choix de la draft 2018                                                                                              | Vers Knicks de New York - Arnett Moultrie | [ 68 ]                   |
| Décembre          | | |                          |
| 11 décembre 2014  | Échange à deux équipes | Échange à deux équipes | Échange à deux équipes   |
| 11 décembre 2014  | Vers Nets de Brooklyn - Brandon Davies | Vers 76ers de Philadelphie - Andreï Kirilenko - Jorge Gutiérrez - Second choix de la draft 2020 - Droits d'échanger des second choix de la draft 2018 - Compensation financière                            | [ 69 ]                   |
| 18 décembre 2014  | Échange à deux équipes | Échange à deux équipes | Échange à deux équipes   |
| 18 décembre 2014  | Vers Celtics de Boston - Jameer Nelson - Jae Crowder - Brandan Wright - Premier choix de la draft 2015 - Second choix de la draft 2016 - 12,9 $ millions de "trade exception"                                                  | Vers Mavericks de Dallas - Rajon Rondo - Dwight Powell | [ 70 ]                   |
| 19 décembre 2014  | Échange à trois équipes | Échange à trois équipes | Échange à trois équipes  |
| 19 décembre 2014  | Vers Rockets de Houston - Corey Brewer (de Minnesota) - Alexey Shved (de Philadelphie) | Vers Timberwolves du Minnesota - Troy Daniels (de Houston) - Second choix de la draft 2015 (de Houston via Sacramento) - Second choix de la draft 2016 (de Houston) - Compensation financière (de Houston) | [ 71 ]                   |
| 19 décembre 2014  | Vers 76ers de Philadelphie - Ronny Turiaf (de Minnesota) - Droits sur Serhiy Lichtchouk (de Houston) - Second choix de la draft 2015 (de Houston)                                                                              | | [ 71 ]                   |
| 24 décembre 2014  | Échange à deux équipes | Échange à deux équipes | Échange à deux équipes   |
| 24 décembre 2014  | Vers Pistons de Détroit - Anthony Tolliver | Vers Suns de Phoenix - Tony Mitchell | [ 72 ]                   |
| Janvier           | | |                          |
| 5 janvier 2015    | Échange à trois équipes | Échange à trois équipes | Échange à trois équipes  |
| 5 janvier 2015    | Vers Knicks de New York - Lou Amundson (de Cleveland) - Alex Kirk (de Cleveland) - Lance Thomas (d'Oklahoma City) - Second choix de la draft 2019 (de Cleveland)                                                               | Vers Cavaliers de Cleveland - Iman Shumpert (de New York) - J. R. Smith (de New York) - Second choix de la draft 2015 (d'Oklahoma City)                                                                    | [ 73 ]                   |
| 5 janvier 2015    | Vers Thunder d'Oklahoma City - Dion Waiters (de Cleveland) | | [ 73 ]                   |
| 7 janvier 2015    | Échange à deux équipes | Échange à deux équipes | Échange à deux équipes   |
| 7 janvier 2015    | Vers Cavaliers de Cleveland - Timofeï Mozgov - Second choix de la draft 2015 | Vers Nuggets de Denver - Deux tours de second choix de la draft 2015 | [ 74 ]                   |
| 7 janvier 2015    | Échange à deux équipes | |                          |
| 7 janvier 2015    | Vers 76ers de Philadelphie - Jared Cunningham - Droits sur Cenk Akyol - Compensation financière | Vers Clippers de Los Angeles - Droits sur Serhiy Lichtchouk | [ 75 ]                   |
| 9 janvier 2015    | Échange à deux équipes | Échange à deux équipes | Échange à deux équipes   |
| 9 janvier 2015    | Vers Suns de Phoenix - Brandan Wright | Vers Celtics de Boston - Premier choix de la draft 2015 - Trade exception | [ 76 ]                   |
| 12 janvier 2015   | Échange à trois équipes | Échange à trois équipes | Échange à trois équipes  |
| 12 janvier 2015   | Vers Grizzlies de Memphis - Jeff Green (de Boston) - Russ Smith (de New Orleans) | Vers Celtics de Boston - Tayshaun Prince (de Memphis) - Austin Rivers (de New Orleans) - Premier choix de la draft 2015 (de Memphis)                                                                       | [ 77 ]                   |
| 12 janvier 2015   | Vers Pelicans de La Nouvelle-Orléans - Quincy Pondexter (de Memphis) - Second choix de la draft 2015 (de Memphis) | | [ 77 ]                   |
| 14 janvier 2015   | Échange à deux équipes | Échange à deux équipes | Échange à deux équipes   |
| 14 janvier 2015   | Vers Celtics de Boston - Nate Robinson | Vers Nuggets de Denver - Jameer Nelson | [ 78 ]                   |
| 15 janvier 2015   | Échange à trois équipes | Échange à trois équipes | Échange à trois équipes  |
| 15 janvier 2015   | Vers Clippers de Los Angeles - Austin Rivers (de Boston) | Vers Celtics de Boston - Shavlik Randolph (de Phoenix) - Chris Douglas-Roberts (de Los Angeles) - Second choix de la draft 2017 (de Los Angeles) - 2,4 million $ de trade exception                        | [ 79 ]                   |
| 15 janvier 2015   | Vers Suns de Phoenix - Reggie Bullock (de Los Angeles) | | [ 79 ]                   |
| Février           | | |                          |
| 10 février 2015   | Échange à deux équipes | Échange à deux équipes | Échange à deux équipes   |
| 10 février 2015   | Vers Hornets de Charlotte - Maurice Williams - Troy Daniels - Compensation financière | Vers Timberwolves du Minnesota - Gary Neal - Second choix de la draft 2019 | [ 80 ]                   |
| 10 février 2015   | Échange à deux équipes | |                          |
| 10 février 2015   | Vers Hawks d'Atlanta - Futur premier choix de draft protégé | Vers Timberwolves du Minnesota - Adreian Payne | [ 81 ]                   |
| 19 février 2015   | Échange à deux équipes | Échange à deux équipes | Échange à deux équipes   |
| 19 février 2015   | Vers Nuggets de Denver - Will Barton - Víctor Claver - Thomas Robinson - Premier tour de draft 2016 | Vers Trail Blazers de Portland - Arron Afflalo - Alonzo Gee | [ 82 ]                   |
| 19 février 2015   | Échange à deux équipes | |                          |
| 19 février 2015   | Vers Knicks de New York - Alexey Shved - Second tour de draft 2017 - Second tour de draft 2019 | Vers Rockets de Houston - Pablo Prigioni | [ 83 ]                   |
| 19 février 2015   | Échange à deux équipes | |                          |
| 19 février 2015   | Vers 76ers de Philadelphie - Isaiah Canaan - Second tour de draft 2015 | Vers Rockets de Houston - K. J. McDaniels | [ 84 ]                   |
| 19 février 2015   | Échange à deux équipes | |                          |
| 19 février 2015   | Vers Nuggets de Denver - Droits sur Cenk Akyol | Vers 76ers de Philadelphie - JaVale McGee - Premier tour de draft 2015 (via Oklahoma City) - Droits sur Chukwudiebere Maduabum                                                                             | [ 85 ]                   |
| 19 février 2015   | Échange à deux équipes | |                          |
| 19 février 2015   | Vers Pelicans de La Nouvelle-Orléans - Ish Smith - Droits sur Latavious Williams - Second tour de draft 2015 - Compensation financière                                                                                         | Vers Thunder d'Oklahoma City - Second tour de draft 2016 | [ 86 ]                   |
| 19 février 2015   | Échange à deux équipes | |                          |
| 19 février 2015   | Vers Celtics de Boston - Isaiah Thomas | Vers Suns de Phoenix - Marcus Thornton - Premier tour de draft 2016 | [ 87 ]                   |
| 19 février 2015   | Échange à deux équipes | |                          |
| 19 février 2015   | Vers Wizards de Washington - Ramon Sessions | Vers Kings de Sacramento - Andre Miller | [ 88 ]                   |
| 19 février 2015   | Échange à deux équipes | |                          |
| 19 février 2015   | Vers Pistons de Détroit - Tayshaun Prince | Vers Celtics de Boston - Jonas Jerebko - Luigi Datome | [ 89 ]                   |
| 19 février 2015   | Échange à deux équipes | |                          |
| 19 février 2015   | Vers Timberwolves du Minnesota - Kevin Garnett | Vers Nets de Brooklyn - Thaddeus Young | [ 90 ]                   |
| 19 février 2015   | Échange à trois équipes | |                          |
| 19 février 2015   | Vers Suns de Phoenix - Danny Granger (de Miami) - John Salmons (de New Orleans) - Premier tour de draft 2017 (de Miami) - Premier tour de draft 2021 (de Miami)                                                                | Vers Heat de Miami - Goran Dragić (de Phoenix) - Zoran Dragić (de Phoenix) | [ 91 ]                   |
| 19 février 2015   | Vers Pelicans de La Nouvelle-Orléans - Norris Cole (de Miami) - Shawne Williams (de Miami) - Justin Hamilton (de Miami) - Compensation financière (de Miami)                                                                   | | [ 91 ]                   |
| 19 février 2015   | Échange à trois équipes | |                          |
| 19 février 2015   | Vers Suns de Phoenix - Brandon Knight (de Milwaukee) - Kendall Marshall (de Milwaukee) | Vers Bucks de Milwaukee - Tyler Ennis (de Phoenix) - Miles Plumlee (de Phoenix) - Michael Carter-Williams (de Philadelphie)                                                                                | [ 92 ]                   |
| 19 février 2015   | Vers 76ers de Philadelphie - Premier tour de draft 2015 (de Phoenix) | | [ 92 ]                   |
| 19 février 2015   | Échange à trois équipes | |                          |
| 19 février 2015   | Vers Jazz de l'Utah - Kendrick Perkins (d'Oklahoma City) - Grant Jerrett (d'Oklahoma City) - Droits sur Tibor Pleiss (d'Oklahoma City) - Premier tour de draft 2017 (d'Oklahoma City) - Second tour de draft 2017 (de Detroit) | Vers Thunder d'Oklahoma City - Enes Kanter (de Utah) - Steve Novak (de Utah) - D. J. Augustin (de Detroit) - Kyle Singler (de Detroit) - Second tour de draft 2019 (de Detroit)                            | [ 93 ]                   |
| 19 février 2015   | Vers Pistons de Détroit - Reggie Jackson (de Detroit) | | [ 93 ]                   |

### Agents libres
À partir du 1er juillet 2014, les franchises et les agents libres (Free Agent en anglais) peuvent entrer en négociations, mais
les joueurs ne peuvent signer qu'à partir du 10 juillet, après la fin du moratoire de juillet. Pour les joueurs ci-dessous est indiquée la dernière équipe de la NBA avec laquelle ils ont joué en 2013-14. Tous les joueurs sont agents libres sans restriction, sauf indication contraire. L'équipe de l'agent libre restrictif a le droit de garder le joueur en proposant une offre équivalente à celle proposée par une autre équipe.
| Joueur                        | Date signature | Nouvelle équipe                                                                          | Équipe 2013-2014                                                                         | Ref     |
| ----------------------------- | -------------- | ---------------------------------------------------------------------------------------- | ---------------------------------------------------------------------------------------- | ------- |
| Willie Green                  | 30 juin        | Magic d'Orlando (claimed off waivers)                                                    | Clippers de Los Angeles (libéré le 29 juin)                                              | [ 95 ]  |
| Shayne Whittington            | 2 juillet      | Pacers de l'Indiana                                                                      | Western Michigan (non présent lors de la Draft 2014)                                     | [ 96 ]  |
| Bryce Cotton                  | 7 juillet      | Spurs de San Antonio                                                                     | Providence (non présent lors de la Draft 2014)                                           | [ 97 ]  |
| Steve Blake                   | 10 juillet     | Trail Blazers de Portland                                                                | Warriors de Golden State                                                                 | [ 98 ]  |
| Jordan Farmar                 | 10 juillet     | Clippers de Los Angeles                                                                  | Lakers de Los Angeles                                                                    | [ 99 ]  |
| Marcin Gortat                 | 10 juillet     | Wizards de Washington                                                                    | Wizards de Washington                                                                    | [ 100 ] |
| Spencer Hawes                 | 10 juillet     | Clippers de Los Angeles                                                                  | Cavaliers de Cleveland                                                                   | [ 101 ] |
| Chris Kaman                   | 10 juillet     | Trail Blazers de Portland                                                                | Lakers de Los Angeles                                                                    | [ 102 ] |
| Kyle Lowry                    | 10 juillet     | Raptors de Toronto                                                                       | Raptors de Toronto                                                                       | [ 103 ] |
| Cole Aldrich                  | 11 juillet     | Knicks de New York                                                                       | Knicks de New York                                                                       | [ 104 ] |
| Lavoy Allen (restreint)       | 11 juillet     | Pacers de l'Indiana                                                                      | Pacers de l'Indiana                                                                      | [ 105 ] |
| Ben Gordon                    | 11 juillet     | Magic d'Orlando                                                                          | Bobcats de Charlotte                                                                     | [ 106 ] |
| Shaun Livingston              | 11 juillet     | Warriors de Golden State                                                                 | Nets de Brooklyn                                                                         | [ 107 ] |
| C. J. Miles                   | 11 juillet     | Pacers de l'Indiana                                                                      | Cavaliers de Cleveland                                                                   | [ 105 ] |
| Damjan Rudež                  | 11 juillet     | Pacers de l'Indiana                                                                      | Basket Zaragoza 2002 (Espagne)                                                           | [ 105 ] |
| Vince Carter                  | 12 juillet     | Grizzlies de Memphis                                                                     | Mavericks de Dallas                                                                      | [ 108 ] |
| Darren Collison*              | 12 juillet     | Kings de Sacramento                                                                      | Clippers de Los Angeles                                                                  | [ 109 ] |
| Gordon Hayward (Restreint)    | 12 juillet     | Jazz de l'Utah (Alignement sur l'offre des Bobcats de Charlotte)                         | Jazz de l'Utah (Alignement sur l'offre des Bobcats de Charlotte)                         | [ 110 ] |
| LeBron James***               | 12 juillet     | Cavaliers de Cleveland                                                                   | Heat de Miami                                                                            | [ 111 ] |
| Patrick Mills                 | 12 juillet     | Spurs de San Antonio                                                                     | Spurs de San Antonio                                                                     | [ 112 ] |
| Patrick Patterson (restreint) | 12 juillet     | Raptors de Toronto                                                                       | Raptors de Toronto                                                                       | [ 113 ] |
| Isaiah Thomas (restreint)     | 12 juillet     | Suns de Phoenix (via Sign-and-trade)                                                     | Kings de Sacramento                                                                      | [ 114 ] |
| Carmelo Anthony               | 13 juillet     | Knicks de New York                                                                       | Knicks de New York                                                                       | [ 115 ] |
| Mario Chalmers                | 14 juillet     | Heat de Miami                                                                            | Heat de Miami                                                                            | [ 116 ] |
| Troy Daniels (restreint)      | 14 juillet     | Rockets de Houston                                                                       | Rockets de Houston                                                                       | [ 117 ] |
| Channing Frye                 | 14 juillet     | Magic d'Orlando                                                                          | Suns de Phoenix                                                                          | [ 118 ] |
| Danny Granger                 | 14 juillet     | Heat de Miami                                                                            | Clippers de Los Angeles                                                                  | [ 119 ] |
| Josh McRoberts                | 14 juillet     | Heat de Miami                                                                            | Bobcats de Charlotte                                                                     | [ 120 ] |
| Jodie Meeks                   | 14 juillet     | Pistons de Détroit                                                                       | Lakers de Los Angeles                                                                    | [ 121 ] |
| Alan Anderson                 | 15 juillet     | Nets de Brooklyn                                                                         | Nets de Brooklyn                                                                         | [ 122 ] |
| Trevor Ariza                  | 15 juillet     | Rockets de Houston (via sign and trade)                                                  | Wizards de Washington                                                                    | [ 123 ] |
| D. J. Augustin                | 15 juillet     | Pistons de Détroit                                                                       | Bulls de Chicago                                                                         | [ 124 ] |
| Avery Bradley (restreint)     | 15 juillet     | Celtics de Boston                                                                        | Celtics de Boston                                                                        | [ 125 ] |
| Caron Butler                  | 15 juillet     | Pistons de Détroit                                                                       | Thunder d'Oklahoma City                                                                  | [ 126 ] |
| Luol Deng                     | 15 juillet     | Heat de Miami                                                                            | Cavaliers de Cleveland                                                                   | [ 127 ] |
| Boris Diaw                    | 15 juillet     | Spurs de San Antonio                                                                     | Spurs de San Antonio                                                                     | [ 128 ] |
| Dirk Nowitzki                 | 15 juillet     | Mavericks de Dallas                                                                      | Mavericks de Dallas                                                                      | [ 129 ] |
| Chandler Parsons (restreint)  | 15 juillet     | Mavericks de Dallas                                                                      | Rockets de Houston                                                                       | [ 130 ] |
| Thabo Sefolosha               | 15 juillet     | Hawks d'Atlanta (via sign and trade)                                                     | Thunder d'Oklahoma City                                                                  | [ 131 ] |
| Sebastian Telfair             | 15 juillet     | Thunder d'Oklahoma City                                                                  | Tianjin Ronggang (Chine)                                                                 | [ 132 ] |
| Beno Udrih                    | 15 juillet     | Grizzlies de Memphis                                                                     | Grizzlies de Memphis                                                                     | [ 133 ] |
| Dwyane Wade***                | 15 juillet     | Heat de Miami                                                                            | Heat de Miami                                                                            | [ 134 ] |
| Grant Jerrett (restreint)     | 16 juillet     | Thunder d'Oklahoma City                                                                  | Thunder d'Oklahoma City                                                                  | [ 135 ] |
| Anthony Morrow                | 16 juillet     | Thunder d'Oklahoma City                                                                  | Pelicans de La Nouvelle-Orléans                                                          | [ 136 ] |
| Carlos Boozer                 | 17 juillet     | Lakers de Los Angeles (claimed off waivers)                                              | Bulls de Chicago (libéré le 15 juillet)                                                  | [ 137 ] |
| Devin Harris                  | 17 juillet     | Mavericks de Dallas                                                                      | Mavericks de Dallas                                                                      | [ 138 ] |
| James Johnson                 | 17 juillet     | Raptors de Toronto                                                                       | Grizzlies de Memphis                                                                     | [ 139 ] |
| Paul Pierce                   | 17 juillet     | Wizards de Washington                                                                    | Nets de Brooklyn                                                                         | [ 140 ] |
| Greivis Vásquez (restreint)   | 17 juillet     | Raptors de Toronto                                                                       | Raptors de Toronto                                                                       | [ 141 ] |
| Pau Gasol                     | 18 juillet     | Lakers de Los Angeles                                                                    | Bulls de Chicago                                                                         | [ 142 ] |
| Drew Gooden                   | 18 juillet     | Wizards de Washington                                                                    | Wizards de Washington                                                                    | [ 143 ] |
| Eric Griffin                  | 18 juillet     | Mavericks de Dallas                                                                      | Guaros de Lara (Venezuela)                                                               | [ 144 ] |
| Udonis Haslem                 | 18 juillet     | Heat de Miami                                                                            | Heat de Miami                                                                            | [ 145 ] |
| Kevin Séraphin (restreint)    | 18 juillet     | Wizards de Washington                                                                    | Wizards de Washington                                                                    | [ 146 ] |
| Jason Smith                   | 18 juillet     | Knicks de New York                                                                       | Pelicans de La Nouvelle-Orléans                                                          | [ 147 ] |
| Lance Stephenson              | 18 juillet     | Hornets de Charlotte                                                                     | Pacers de l'Indiana                                                                      | [ 148 ] |
| Garrett Temple                | 18 juillet     | Wizards de Washington                                                                    | Wizards de Washington                                                                    | [ 146 ] |
| Jeff Adrien                   | 19 juillet     | Rockets de Houston                                                                       | Bucks de Milwaukee                                                                       | [ 149 ] |
| Chris Andersen                | 19 juillet     | Heat de Miami                                                                            | Heat de Miami                                                                            | [ 150 ] |
| Glen Davis                    | 19 juillet     | Clippers de Los Angeles                                                                  | Clippers de Los Angeles                                                                  | [ 151 ] |
| Joey Dorsey                   | 19 juillet     | Rockets de Houston                                                                       | FC Barcelone (Espagne)                                                                   | [ 149 ] |
| Kris Humphries                | 19 juillet     | Wizards de Washington (via sign and trade)                                               | Celtics de Boston                                                                        | [ 152 ] |
| Ish Smith                     | 19 juillet     | Rockets de Houston                                                                       | Suns de Phoenix                                                                          | [ 149 ] |
| Kendall Marshall              | 20 juillet     | Bucks de Milwaukee (claimed off waivers)                                                 | Lakers de Los Angeles (libéré le 18 juillet)                                             | [ 153 ] |
| Matt Bonner                   | 21 juillet     | Spurs de San Antonio                                                                     | Spurs de San Antonio                                                                     | [ 154 ] |
| Trevor Booker (restreint)     | 21 juillet     | Jazz de l'Utah                                                                           | Wizards de Washington                                                                    | [ 155 ] |
| Kirk Hinrich                  | 21 juillet     | Bulls de Chicago                                                                         | Bulls de Chicago                                                                         | [ 156 ] |
| Richard Jefferson             | 21 juillet     | Mavericks de Dallas                                                                      | Jazz de l'Utah                                                                           | [ 157 ] |
| Ryan Kelly                    | 21 juillet     | Lakers de Los Angeles                                                                    | Lakers de Los Angeles                                                                    | [ 158 ] |
| Rodney Stuckey                | 21 juillet     | Pacers de l'Indiana                                                                      | Pistons de Détroit                                                                       | [ 159 ] |
| Anthony Tolliver              | 21 juillet     | Suns de Phoenix                                                                          | Bobcats de Charlotte                                                                     | [ 160 ] |
| Marvin Williams               | 21 juillet     | Hornets de Charlotte                                                                     | Jazz de l'Utah                                                                           | [ 161 ] |
| Nick Young                    | 21 juillet     | Lakers de Los Angeles                                                                    | Lakers de Los Angeles                                                                    | [ 162 ] |
| Aaron Brooks                  | 22 juillet     | Bulls de Chicago                                                                         | Nuggets de Denver                                                                        | [ 163 ] |
| Brandon Rush                  | 22 juillet     | Warriors de Golden State                                                                 | Jazz de l'Utah                                                                           | [ 164 ] |
| Ed Davis                      | 23 juillet     | Lakers de Los Angeles                                                                    | Grizzlies de Memphis                                                                     | [ 165 ] |
| Jordan Hill                   | 23 juillet     | Lakers de Los Angeles                                                                    | Lakers de Los Angeles                                                                    | [ 166 ] |
| Robbie Hummel                 | 23 juillet     | Timberwolves du Minnesota                                                                | Timberwolves du Minnesota                                                                | [ 167 ] |
| Brian Roberts                 | 23 juillet     | Hornets de Charlotte                                                                     | Pelicans de La Nouvelle-Orléans                                                          | [ 168 ] |
| P. J. Tucker (restreint)      | 23 juillet     | Suns de Phoenix                                                                          | Suns de Phoenix                                                                          | [ 169 ] |
| Jimmer Fredette               | 24 juillet     | Pelicans de La Nouvelle-Orléans                                                          | Bulls de Chicago                                                                         | [ 170 ] |
| Pierre Jackson                | 24 juillet     | 76ers de Philadelphie                                                                    | Fenerbahçe Ülker (Turquie)                                                               | [ 171 ] |
| Jameer Nelson                 | 24 juillet     | Mavericks de Dallas                                                                      | Magic d'Orlando (libéré le 30 juin)                                                      | [ 172 ] |
| Patric Young                  | 24 juillet     | Pelicans de La Nouvelle-Orléans                                                          | Floride (non présent lors de la Draft 2014)                                              | [ 170 ] |
| Xavier Henry                  | 25 juillet     | Lakers de Los Angeles                                                                    | Lakers de Los Angeles                                                                    | [ 173 ] |
| Darius Miller                 | 25 juillet     | Pelicans de La Nouvelle-Orléans                                                          | Pelicans de La Nouvelle-Orléans                                                          | [ 174 ] |
| Jannero Pargo                 | 25 juillet     | Hornets de Charlotte                                                                     | Hornets de Charlotte                                                                     | [ 175 ] |
| Luke Ridnour                  | 25 juillet     | Magic d'Orlando                                                                          | Hornets de Charlotte                                                                     | [ 176 ] |
| Wesley Johnson                | 28 juillet     | Lakers de Los Angeles                                                                    | Lakers de Los Angeles                                                                    | [ 177 ] |
| Al-Farouq Aminu               | 29 juillet     | Mavericks de Dallas                                                                      | Pelicans de La Nouvelle-Orléans                                                          | [ 178 ] |
| Ivan Johnson                  | 29 juillet     | Mavericks de Dallas                                                                      | Zhejiang Golden Bulls (Chine)                                                            | [ 179 ] |
| Chris Bosh                    | 30 juillet     | Heat de Miami                                                                            | Heat de Miami                                                                            | [ 180 ] |
| Eric Moreland                 | 30 juillet     | Kings de Sacramento                                                                      | État de l'Oregon (non présent lors de la Draft 2014)                                     | [ 181 ] |
| Maurice Williams              | 30 juillet     | Timberwolves du Minnesota                                                                | Trail Blazers de Portland                                                                | [ 182 ] |
| Jerryd Bayless                | 31 juillet     | Bucks de Milwaukee                                                                       | Celtics de Boston                                                                        | [ 183 ] |
| Shawne Williams               | 1er août       | Heat de Miami                                                                            | D-Fenders de Los Angeles (D-League)                                                      | [ 184 ] |
| Will Cherry                   | 3 août         | Raptors de Toronto                                                                       | Charge de Canton (D-League)                                                              | [ 185 ] |
| James Jones                   | 5 août         | Cavaliers de Cleveland                                                                   | Heat de Miami                                                                            | [ 186 ] |
| Mike Miller                   | 5 août         | Cavaliers de Cleveland                                                                   | Grizzlies de Memphis                                                                     | [ 186 ] |
| JaMychal Green                | 6 août         | Spurs de San Antonio                                                                     | Chorale Roanne (France)                                                                  | [ 187 ] |
| Tyler Johnson                 | 7 août         | Heat de Miami                                                                            | Fresno (non présent lors de la Draft 2014)                                               | [ 188 ] |
| Alex Kirk                     | 11 août        | Cavaliers de Cleveland                                                                   | Nouveau-Mexique (non présent lors de la Draft 2014)                                      | [ 189 ] |
| Reggie Williams               | 12 août        | Heat de Miami                                                                            | San Miguel Beermen (Philippines)                                                         | [ 190 ] |
| Sim Bhullar                   | 14 août        | Kings de Sacramento                                                                      | Nouveau-Mexique (non présent lors de la Draft 2014)                                      | [ 191 ] |
| Dee Bost                      | 15 août        | Jazz de l'Utah                                                                           | Trotamundos de Carabobo (Venezuela)                                                      | [ 192 ] |
| Aaron Gray                    | 18 août        | Pistons de Détroit                                                                       | Kings de Sacramento                                                                      | [ 193 ] |
| Jordan Hamilton               | 18 août        | Raptors de Toronto                                                                       | Rockets de Houston                                                                       | [ 194 ] |
| Cartier Martin                | 18 août        | Pistons de Détroit                                                                       | Hawks d'Atlanta                                                                          | [ 193 ] |
| Jack Cooley                   | 19 août        | Jazz de l'Utah                                                                           | Trabzonspor (Turquie)                                                                    | [ 195 ] |
| Francisco García*             | 22 août        | Rockets de Houston                                                                       | Rockets de Houston                                                                       | [ 196 ] |
| Shelvin Mack (restreint)      | 22 août        | Hawks d'Atlanta                                                                          | Hawks d'Atlanta                                                                          | [ 197 ] |
| Brock Motum                   | 26 août        | Jazz de l'Utah                                                                           | Virtus Bologne (Italie)                                                                  | [ 198 ] |
| John Salmons                  | 26 août        | Pelicans de La Nouvelle-Orléans                                                          | Hawks d'Atlanta (libéré le 10 juillet)                                                   | [ 199 ] |
| Mike Scott                    | 26 août        | Hawks d'Atlanta                                                                          | Hawks d'Atlanta                                                                          | [ 200 ] |
| Tarik Black                   | 27 août        | Rockets de Houston                                                                       | Kansas (non présent lors de la Draft 2014)                                               | [ 201 ] |
| Shannon Brown                 | 27 août        | Heat de Miami                                                                            | Knicks de New York (libéré le 23 juillet)                                                | [ 202 ] |
| Kevin Murphy                  | 27 août        | Jazz de l'Utah                                                                           | Stampede de l'Idaho (D-League)                                                           | [ 203 ] |
| Toure' Murry                  | 28 août        | Jazz de l'Utah                                                                           | Knicks de New York                                                                       | [ 204 ] |
| Aaron Craft                   | 2 septembre    | Warriors de Golden State                                                                 | l'Ohio (non présent lors de la Draft 2014)                                               | [ 205 ] |
| James Michael McAdoo          | 2 septembre    | Warriors de Golden State                                                                 | Chapel Hill (non présent lors de la Draft 2014)                                          | [ 205 ] |
| Mitchell Watt                 | 2 septembre    | Warriors de Golden State                                                                 | Ironi Nes Ziona (Israël)                                                                 | [ 205 ] |
| Chris Douglas-Roberts         | 3 septembre    | Clippers de Los Angeles                                                                  | Bobcats de Charlotte                                                                     | [ 206 ] |
| Bernard James                 | 3 septembre    | Mavericks de Dallas                                                                      | Mavericks de Dallas                                                                      | [ 207 ] |
| Ekpe Udoh                     | 3 septembre    | Clippers de Los Angeles                                                                  | Bucks de Milwaukee                                                                       | [ 206 ] |
| Greg Stiemsma                 | 4 septembre    | Raptors de Toronto                                                                       | Pelicans de La Nouvelle-Orléans                                                          | [ 208 ] |
| C.J. Fair                     | 5 septembre    | Pacers de l'Indiana                                                                      | Syracuse (non présent lors de la Draft 2014)                                             | [ 209 ] |
| Arinze Onuaku                 | 5 septembre    | Pacers de l'Indiana                                                                      | Charge de Canton (D-League)                                                              | [ 209 ] |
| Chris Singleton               | 5 septembre    | Pacers de l'Indiana                                                                      | Wizards de Washington                                                                    | [ 209 ] |
| Adonis Thomas                 | 5 septembre    | Pacers de l'Indiana                                                                      | 76ers de Philadelphie                                                                    | [ 209 ] |
| Justin Holiday                | 8 septembre    | Warriors de Golden State                                                                 | Szolnoki Olaj (Hongrie)                                                                  | [ 210 ] |
| Greg Monroe                   | 8 septembre    | Pistons de Détroit (Qualifying offer)                                                    | Pistons de Détroit (Qualifying offer)                                                    | [ 211 ] |
| Langston Galloway             | 9 septembre    | Knicks de New York                                                                       | Saint-Joseph (non présent lors de la Draft 2014)                                         | [ 212 ] |
| Shawn Marion                  | 9 septembre    | Cavaliers de Cleveland                                                                   | Mavericks de Dallas                                                                      | [ 213 ] |
| Travis Wear                   | 9 septembre    | Knicks de New York                                                                       | UCLA (non présent lors de la Draft 2014)                                                 | [ 212 ] |
| Leandro Barbosa               | 10 septembre   | Warriors de Golden State                                                                 | Suns de Phoenix                                                                          | [ 214 ] |
| Jerome Jordan                 | 11 septembre   | Nets de Brooklyn                                                                         | Virtus Bologne (Italie)                                                                  | [ 215 ] |
| Hidayet Türkoğlu              | 12 septembre   | Clippers de Los Angeles                                                                  | Clippers de Los Angeles                                                                  | [ 216 ] |
| Khem Birch                    | 14 septembre   | Heat de Miami                                                                            | UNLV (non présent lors de la Draft 2014)                                                 | [ 217 ] |
| Orlando Sánchez               | 17 septembre   | Knicks de New York                                                                       | Saint John (non présent lors de la Draft 2014)                                           | [ 218 ] |
| Omri Casspi                   | 18 septembre   | Kings de Sacramento                                                                      | Pelicans de La Nouvelle-Orléans (libéré le 23 juillet)                                   | [ 219 ] |
| Kyrylo Fesenko                | 18 septembre   | Timberwolves du Minnesota                                                                | Charge de Canton (D-League)                                                              | [ 220 ] |
| Brady Heslip                  | 18 septembre   | Timberwolves du Minnesota                                                                | Baylor (non présent lors de la Draft 2014)                                               | [ 220 ] |
| Ryan Hollins                  | 18 septembre   | Kings de Sacramento                                                                      | Clippers de Los Angeles                                                                  | [ 221 ] |
| E'Twaun Moore                 | 18 septembre   | Bulls de Chicago                                                                         | Magic d'Orlando                                                                          | [ 222 ] |
| Justin Cobbs                  | 22 septembre   | Hornets de Charlotte                                                                     | Saski Baskonia (Espagne)                                                                 | [ 223 ] |
| Wayne Ellington               | 22 septembre   | Lakers de Los Angeles                                                                    | Kings de Sacramento (libéré le 3 septembre)                                              | [ 224 ] |
| Doron Lamb                    | 22 septembre   | Mavericks de Dallas                                                                      | Magic d'Orlando (libéré le 30 juin)                                                      | [ 225 ] |
| Dallas Lauderdale             | 22 septembre   | Hornets de Charlotte                                                                     | Stampede de l'Idaho (D-League)                                                           | [ 223 ] |
| Nazr Mohammed                 | 22 septembre   | Bulls de Chicago                                                                         | Bulls de Chicago                                                                         | [ 226 ] |
| Ramon Sessions                | 22 septembre   | Kings de Sacramento                                                                      | Bucks de Milwaukee                                                                       | [ 227 ] |
| Brian Qvale                   | 22 septembre   | Hornets de Charlotte                                                                     | BBC Bayreuth (Allemagne)                                                                 | [ 223 ] |
| Keith Appling                 | 23 septembre   | Lakers de Los Angeles                                                                    | Université d'État du Michigan (non présent lors de la Draft 2014)                        | [ 228 ] |
| Kent Bazemore                 | 23 septembre   | Hawks d'Atlanta                                                                          | Lakers de Los Angeles                                                                    | [ 229 ] |
| Elton Brand                   | 23 septembre   | Hawks d'Atlanta                                                                          | Hawks d'Atlanta                                                                          | [ 230 ] |
| Jabari Brown                  | 23 septembre   | Lakers de Los Angeles                                                                    | Missouri (non présent lors de la Draft 2014)                                             | [ 228 ] |
| Andre Dawkins                 | 23 septembre   | Heat de Miami                                                                            | Duke (non présent lors de la Draft 2014)                                                 | [ 231 ] |
| Shawn Jones                   | 23 septembre   | Heat de Miami                                                                            | Tennessee (non présent lors de la Draft 2014)                                            | [ 231 ] |
| Roscoe Smith                  | 23 septembre   | Lakers de Los Angeles                                                                    | UNLV (non présent lors de la Draft 2014)                                                 | [ 228 ] |
| Jeremy Tyler                  | 23 septembre   | Lakers de Los Angeles                                                                    | Kings de Sacramento (libéré le 6 septembre)                                              | [ 228 ] |
| Charlie Villanueva            | 23 septembre   | Mavericks de Dallas                                                                      | Pistons de Détroit                                                                       | [ 232 ] |
| Eric Bledsoe (restreint)      | 24 septembre   | Suns de Phoenix                                                                          | Suns de Phoenix                                                                          | [ 233 ] |
| Diante Garrett                | 24 septembre   | Trail Blazers de Portland                                                                | Raptors de Toronto (libéré le 19 juillet)                                                | [ 234 ] |
| Darius Morris                 | 24 septembre   | Trail Blazers de Portland                                                                | Vipers de Rio Grande Valley (D-League)                                                   | [ 234 ] |
| Ronnie Price                  | 24 septembre   | Lakers de Los Angeles                                                                    | Magic d'Orlando (libéré le 2 juillet)                                                    | [ 235 ] |
| James Southerland             | 24 septembre   | Trail Blazers de Portland                                                                | Pelicans de La Nouvelle-Orléans                                                          | [ 234 ] |
| Michael Beasley               | 25 septembre   | Grizzlies de Memphis                                                                     | Heat de Miami                                                                            | [ 236 ] |
| Josh Bostic                   | 25 septembre   | Pistons de Détroit                                                                       | Spartak Saint-Pétersbourg (Russie)                                                       | [ 237 ] |
| Lorenzo Brown                 | 25 septembre   | Pistons de Détroit                                                                       | Reyer Maschile Venezia (Italie)                                                          | [ 237 ] |
| Deonte Burton                 | 25 septembre   | Kings de Sacramento                                                                      | Nevada (non présent lors de la Draft 2014)                                               | [ 238 ] |
| Patrick Christopher           | 25 septembre   | Grizzlies de Memphis                                                                     | Energy de l'Iowa (D-League)                                                              | [ 236 ] |
| Earl Clark                    | 25 septembre   | Grizzlies de Memphis                                                                     | Knicks de New York                                                                       | [ 236 ] |
| Brian Cook                    | 25 septembre   | Pistons de Détroit                                                                       | Jazz de l'Utah                                                                           | [ 237 ] |
| Luke Hancock                  | 25 septembre   | Grizzlies de Memphis                                                                     | Louisville (non présent lors de la Draft 2014)                                           | [ 236 ] |
| Trey Johnson                  | 25 septembre   | Kings de Sacramento                                                                      | Maccabi Rishon LeZion (Israël)                                                           | [ 238 ] |
| Dahntay Jones                 | 25 septembre   | Jazz de l'Utah                                                                           | Bulls de Chicago                                                                         | [ 239 ] |
| Kalin Lucas                   | 25 septembre   | Grizzlies de Memphis                                                                     | Energy de l'Iowa (D-League)                                                              | [ 236 ] |
| Willie Reed                   | 25 septembre   | Nets de Brooklyn                                                                         | Kings de Sacramento (libéré le 29 juin)                                                  | [ 240 ] |
| Hasheem Thabeet               | 25 septembre   | Pistons de Détroit                                                                       | 76ers de Philadelphie (libéré le 1er septembre)                                          | [ 237 ] |
| David Wear                    | 25 septembre   | Kings de Sacramento                                                                      | UCLA (non présent lors de la Draft 2014)                                                 | [ 238 ] |
| Hassan Whiteside              | 25 septembre   | Grizzlies de Memphis                                                                     | Jiangsu Tongxi (Chine)                                                                   | [ 238 ] |
| Lou Amundson                  | 26 septembre   | Cavaliers de Cleveland                                                                   | Bulls de Chicago (libéré le 15 juillet)                                                  | [ 241 ] |
| Earl Barron                   | 26 septembre   | Suns de Phoenix                                                                          | Knicks de New York                                                                       | [ 242 ] |
| Aron Baynes(restreint)        | 26 septembre   | Spurs de San Antonio                                                                     | Spurs de San Antonio                                                                     | [ 243 ] |
| Dionte Christmas              | 26 septembre   | Pelicans de La Nouvelle-Orléans                                                          | Suns de Phoenix (libéré le 24 juillet)                                                   | [ 244 ] |
| Josh Davis                    | 26 septembre   | Spurs de San Antonio                                                                     | San Diego (non présent lors de la Draft 2014)                                            | [ 245 ] |
| Kim English                   | 26 septembre   | Bulls de Chicago                                                                         | Chorale Roanne (France)                                                                  | [ 246 ] |
| Ben Hansbrough                | 26 septembre   | Bulls de Chicago                                                                         | CB Gran Canaria (Espagne)                                                                | [ 246 ] |
| John Holland                  | 26 septembre   | Spurs de San Antonio                                                                     | Gravelines Dunkerque (France)                                                            | [ 245 ] |
| Joe Jackson                   | 26 septembre   | Suns de Phoenix                                                                          | Memphis (non présent lors de la Draft 2014)                                              | [ 242 ] |
| Chris Johnson                 | 26 septembre   | Heat de Miami                                                                            | Zhejiang Lions (Chine)                                                                   | [ 247 ] |
| Kevin Jones                   | 26 septembre   | Pelicans de La Nouvelle-Orléans                                                          | San Miguel Beermen (Philippines)                                                         | [ 244 ] |
| Solomon Jones                 | 26 septembre   | Bulls de Chicago                                                                         | BayHawks d'Érié (D-League)                                                               | [ 246 ] |
| Vernon Macklin                | 26 septembre   | Pelicans de La Nouvelle-Orléans                                                          | Liaoning Dinosaurs (Chine)                                                               | [ 244 ] |
| Akil Mitchell                 | 26 septembre   | Rockets de Houston                                                                       | Virginie (non présent lors de la Draft 2014)                                             | [ 248 ] |
| Casey Prather                 | 26 septembre   | Suns de Phoenix                                                                          | Floride (non présent lors de la Draft 2014)                                              | [ 242 ] |
| A. J. Price                   | 26 septembre   | Cavaliers de Cleveland                                                                   | Timberwolves du Minnesota                                                                | [ 241 ] |
| Jamil Wilson                  | 26 septembre   | Suns de Phoenix                                                                          | Marquette (non présent lors de la Draft 2014)                                            | [ 242 ] |
| Micheal Eric                  | 27 septembre   | Bucks de Milwaukee                                                                       | Legends du Texas (D-League)                                                              | [ 249 ] |
| Elijah Millsap                | 27 septembre   | Bucks de Milwaukee                                                                       | D-Fenders de Los Angeles (D-League)                                                      | [ 249 ] |
| Chris Crawford                | 28 septembre   | Cavaliers de Cleveland                                                                   | Memphis (non présent lors de la Draft 2014)                                              | [ 250 ] |
| Shane Edwards                 | 28 septembre   | Cavaliers de Cleveland                                                                   | Charge de Canton (D-League)                                                              | [ 250 ] |
| Jason Maxiell                 | 28 septembre   | Hornets de Charlotte                                                                     | Magic d'Orlando (libéré le 4 juillet)                                                    | [ 251 ] |
| Kadeem Batts                  | 29 septembre   | Magic d'Orlando                                                                          | Providence (non présent lors de la Draft 2014)                                           | [ 252 ] |
| Vander Blue                   | 29 septembre   | Wizards de Washington                                                                    | Stampede de l'Idaho (D-League)                                                           | [ 253 ] |
| Rasual Butler                 | 29 septembre   | Wizards de Washington                                                                    | Pacers de l'Indiana                                                                      | [ 253 ] |
| Drew Crawford                 | 29 septembre   | Magic d'Orlando                                                                          | Northwestern (non présent lors de la Draft 2014)                                         | [ 252 ] |
| Jared Cunningham              | 29 septembre   | Clippers de Los Angeles                                                                  | Kings de Sacramento                                                                      | [ 254 ] |
| Seth Curry                    | 29 septembre   | Magic d'Orlando                                                                          | Warriors de Santa Cruz (D-League)                                                        | [ 252 ] |
| Zoran Dragić                  | 29 septembre   | Suns de Phoenix                                                                          | Unicaja Málaga (Espagne)                                                                 | [ 255 ] |
| Jarell Eddie                  | 29 septembre   | Hawks d'Atlanta                                                                          | Virginie (non présent lors de la Draft 2014)                                             | [ 256 ] |
| Tim Frazier                   | 29 septembre   | Celtics de Boston                                                                        | Pennsylvanie (non présent lors de la Draft 2014)                                         | [ 257 ] |
| Joe Ingles                    | 29 septembre   | Clippers de Los Angeles                                                                  | Maccabi Tel-Aviv (Israël)                                                                | [ 254 ] |
| Damion James                  | 29 septembre   | Wizards de Washington                                                                    | Spurs de San Antonio                                                                     | [ 253 ] |
| Michael Jenkins               | 29 septembre   | Thunder d'Oklahoma City                                                                  | Pallacanestro Cantù (Italie)                                                             | [ 258 ] |
| Chris Johnson                 | 29 septembre   | 76ers de Philadelphie                                                                    | Celtics de Boston (libéré le 25 septembre)                                               | [ 259 ] |
| Rodney McGruder               | 29 septembre   | Celtics de Boston                                                                        | Atomerőmű SE (Hongrie)                                                                   | [ 257 ] |
| Daniel Orton                  | 29 septembre   | Wizards de Washington                                                                    | Red Claws du Maine (D-League)                                                            | [ 253 ] |
| Dexter Pittman                | 29 septembre   | Hawks d'Atlanta                                                                          | Caciques de Humacao (Porto Rico)                                                         | [ 256 ] |
| Ronald Roberts                | 29 septembre   | 76ers de Philadelphie                                                                    | Saint-Joseph (non présent lors de la Draft 2014)                                         | [ 259 ] |
| JaKarr Sampson                | 29 septembre   | 76ers de Philadelphie                                                                    | Saint John (non présent lors de la Draft 2014)                                           | [ 259 ] |
| Xavier Silas                  | 29 septembre   | Wizards de Washington                                                                    | Quimsa (Argentine)                                                                       | [ 253 ] |
| Peyton Siva                   | 29 septembre   | Magic d'Orlando                                                                          | Pistons de Détroit (libéré le 15 juillet)                                                | [ 252 ] |
| Richard Solomon               | 29 septembre   | Thunder d'Oklahoma City                                                                  | Californie (non présent lors de la Draft 2014)                                           | [ 258 ] |
| David Stockton                | 29 septembre   | Wizards de Washington                                                                    | Gonzaga (non présent lors de la Draft 2014)                                              | [ 253 ] |
| Lance Thomas                  | 29 septembre   | Thunder d'Oklahoma City                                                                  | Foshan Dralions (Chine)                                                                  | [ 258 ] |
| Evan Turner                   | 29 septembre   | Celtics de Boston                                                                        | Pacers de l'Indiana                                                                      | [ 260 ] |
| Christian Watford             | 29 septembre   | Celtics de Boston                                                                        | Hapoël Eilat (Israël)                                                                    | [ 257 ] |
| Talib Zanna                   | 29 septembre   | Thunder d'Oklahoma City                                                                  | Pittsburgh (non présent lors de la Draft 2014)                                           | [ 258 ] |
| Jerrelle Benimon              | 30 septembre   | Nuggets de Denver                                                                        | Towson (non présent lors de la Draft 2014)                                               | [ 261 ] |
| Alonzo Gee                    | 30 septembre   | Nuggets de Denver                                                                        | Kings de Sacramento (libéré le 25 septembre)                                             | [ 261 ] |
| Pops Mensah-Bonsu             | 30 septembre   | Nuggets de Denver                                                                        | Galatasaray SK (Turquie)                                                                 | [ 261 ] |
| Marcus Williams               | 30 septembre   | Nuggets de Denver                                                                        | Shanxi Zhongyu (Chine)                                                                   | [ 261 ] |
| Stephen Holt                  | 1er octobre    | Cavaliers de Cleveland                                                                   | MHP Riesen Ludwigsburg (Allemagne)                                                       | [ 262 ] |
| D. J. Stephens                | 1er octobre    | Pelicans de La Nouvelle-Orléans                                                          | Anadolu Efes Spor Kulübü (Turquie)                                                       | [ 263 ] |
| Jason Kapono                  | 4 octobre      | Warriors de Golden State                                                                 | Panathinaïkos (Grèce)                                                                    | [ 264 ] |
| Drew Gordon                   | 7 octobre      | 76ers de Philadelphie                                                                    | Dinamo Basket Sassari (Italie)                                                           | [ 265 ] |
| Malcolm Lee                   | 7 octobre      | 76ers de Philadelphie                                                                    | Wizards de Washington                                                                    | [ 265 ] |
| Didier Mbenga                 | 8 octobre      | Knicks de New York                                                                       | Barako Bull Energy (Philippines)                                                         | [ 266 ] |
| Yuki Togashi                  | 15 octobre     | Mavericks de Dallas                                                                      | Akita Northern Happinets (Japon)                                                         | [ 267 ] |
| Larry Drew II                 | 20 octobre     | Heat de Miami                                                                            | Skyforce de Sioux Falls (D-League)                                                       | [ 268 ] |
| Sean Kilpatrick               | 20 octobre     | Warriors de Golden State                                                                 | Cincinnati (non présent lors de la Draft 2014)                                           | [ 269 ] |
| John Lucas III                | 21 octobre     | Wizards de Washington                                                                    | Celtics de Boston (libéré le 29 septembre)                                               | [ 270 ] |
| Geron Johnson                 | 23 octobre     | Rockets de Houston                                                                       | Memphis (non présent lors de la Draft 2014)                                              | [ 271 ] |
| Jordan Vandenberg             | 23 octobre     | Knicks de New York                                                                       | Caroline du Nord (non présent lors de la Draft 2014)                                     | [ 272 ] |
| Earl Clark                    | 24 octobre     | Rockets de Houston                                                                       | Grizzlies de Memphis (libéré le 22 octobre)                                              | [ 273 ] |
| Jarell Eddie                  | 24 octobre     | Celtics de Boston (claimed off waivers)                                                  | Hawks d'Atlanta (libéré le 21 octobre)                                                   | [ 274 ] |
| Fuquan Edwin                  | 24 octobre     | Spurs de San Antonio                                                                     | Pistoia Basket 2000 (Italie)                                                             | [ 275 ] |
| Robert Vaden                  | 24 octobre     | Spurs de San Antonio                                                                     | Belfius Mons-Hainaut (Belgique)                                                          | [ 276 ] |
| Akeem Richmond                | 25 octobre     | Rockets de Houston                                                                       | Carolina (non présent lors de la Draft 2014)                                             | [ 277 ] |
| Jordan Hamilton               | 27 octobre     | Jazz de l'Utah (claimed off waivers)                                                     | Raptors de Toronto (libéré le 25 octobre)                                                | [ 278 ] |
| Jordan Hamilton               | 27 octobre     | Jazz de l'Utah (claimed off waivers)                                                     | Clippers de Los Angeles (libéré le 25 octobre)                                           | [ 278 ] |
| Malcolm Thomas                | 27 octobre     | 76ers de Philadelphie                                                                    | Celtics de Boston (libéré le 29 septembre)                                               | [ 279 ] |
| José Juan Barea               | 29 octobre     | Mavericks de Dallas                                                                      | Timberwolves du Minnesota (libéré le 27 octobre)                                         | [ 280 ] |
| Will Cherry                   | 2 novembre     | Cavaliers de Cleveland                                                                   | Charge de Canton (D-League)                                                              | [ 281 ] |
| Kalin Lucas                   | 4 novembre     | Grizzlies de Memphis                                                                     | Energy de l'Iowa (D-League)                                                              | [ 282 ] |
| A. J. Price                   | 6 novembre     | Pacers de l'Indiana                                                                      | Cavaliers de Cleveland (libéré le 1er novembre)                                          | [ 283 ] |
| Ish Smith                     | 7 novembre     | Thunder d'Oklahoma City                                                                  | Rockets de Houston (libéré le 27 octobre)                                                | [ 284 ] |
| Drew Gordon                   | 10 novembre    | 76ers de Philadelphie                                                                    | 87ers du Delaware (D-League)                                                             | [ 285 ] |
| Robert Covington              | 15 novembre    | 76ers de Philadelphie                                                                    | Grand Rapids Drive (D-League)                                                            | [ 286 ] |
| Kalin Lucas                   | 19 novembre    | Grizzlies de Memphis                                                                     | Energy de l'Iowa (D-League)                                                              | [ 287 ] |
| Hassan Whiteside              | 19 novembre    | Grizzlies de Memphis                                                                     | Energy de l'Iowa (D-League)                                                              | [ 287 ] |
| Hassan Whiteside              | 24 novembre    | Heat de Miami                                                                            | Grizzlies de Memphis (libéré le 20 novembre)                                             | [ 288 ] |
| Jeff Adrien                   | 29 novembre    | Timberwolves du Minnesota                                                                | Rockets de Houston (libéré le 27 octobre)                                                | [ 289 ] |
| A. J. Price                   | 30 novembre    | Cavaliers de Cleveland (claimed off waivers)                                             | Pacers de l'Indiana (libéré le 28 novembre)                                              | [ 290 ] |
| Dante Cunningham              | 4 décembre     | Pelicans de La Nouvelle-Orléans                                                          | Timberwolves du Minnesota                                                                | [ 291 ] |
| Malcolm Lee                   | 5 décembre     | 76ers de Philadelphie                                                                    | 87ers du Delaware (D-League)                                                             | [ 292 ] |
| Gal Mekel                     | 5 décembre     | Pelicans de La Nouvelle-Orléans                                                          | Mavericks de Dallas (libéré le 29 octobre)                                               | [ 293 ] |
| Patrick Christopher           | 10 décembre    | Jazz de l'Utah                                                                           | Energy de l'Iowa (D-League)                                                              | [ 294 ] |
| Darius Morris                 | 11 décembre    | Nets de Brooklyn                                                                         | Trail Blazers de Portland (libéré le 25 octobre)                                         | [ 295 ] |
| Ronald Roberts                | 12 décembre    | 76ers de Philadelphie                                                                    | 87ers du Delaware (D-League)                                                             | [ 296 ] |
| Malcolm Thomas                | 23 décembre    | 76ers de Philadelphie                                                                    | 76ers de Philadelphie                                                                    | [ 297 ] |
| Josh Smith                    | 26 décembre    | Rockets de Houston                                                                       | Pistons de Détroit (libéré le 22 décembre)                                               | [ 298 ] |
| Tarik Black                   | 28 décembre    | Lakers de Los Angeles (claimed off waivers)                                              | Rockets de Houston (libéré le 26 décembre)                                               | [ 299 ] |
| Elijah Millsap                | 5 janvier      | Jazz de l'Utah (Contrat de 10 jours)                                                     | Jam de Bakersfield (D-League)                                                            | [ 300 ] |
| Langston Galloway             | 7 janvier      | Knicks de New York (Contrat de 10 jours)                                                 | Westchester Knicks (D-League)                                                            | [ 301 ] |
| Elliot Williams               | 7 janvier      | Jazz de l'Utah (Contrat de 10 jours)                                                     | Warriors de Santa Cruz (D-League)                                                        | [ 302 ] |
| Miroslav Raduljica            | 8 janvier      | Timberwolves du Minnesota (Contrat de 10 jours)                                          | Shandong Lions (Chine)                                                                   | [ 303 ] |
| Kenyon Martin                 | 9 janvier      | Bucks de Milwaukee (Contrat de 10 jours)                                                 | Knicks de New York                                                                       | [ 304 ] |
| Lou Amundson                  | 10 janvier     | Knicks de New York (Contrat de 10 jours, libéré le 7 janvier)                            | Knicks de New York (Contrat de 10 jours, libéré le 7 janvier)                            | [ 305 ] |
| Lance Thomas                  | 10 janvier     | Knicks de New York (Contrat de 10 jours, libéré le 7 janvier)                            | Knicks de New York (Contrat de 10 jours, libéré le 7 janvier)                            | [ 305 ] |
| Tyler Johnson                 | 12 janvier     | Heat de Miami (Contrat de 10 jours)                                                      | Skyforce de Sioux Falls (D-League)                                                       | [ 306 ] |
| Dahntay Jones                 | 14 janvier     | Clippers de Los Angeles (Contrat de 10 jours)                                            | Mad Ants de Fort Wayne (D-League)                                                        | [ 307 ] |
| Nate Wolters                  | 14 janvier     | Pelicans de La Nouvelle-Orléans (Contrat de 10 jours)                                    | Bucks de Milwaukee (Libéré le 9 janvier)                                                 | [ 308 ] |
| Elijah Millsap                | 15 janvier     | Jazz de l'Utah (Second contrat de 10 jours)                                              | Jazz de l'Utah (Second contrat de 10 jours)                                              | [ 309 ] |
| Larry Drew II                 | 16 janvier     | 76ers de Philadelphie (Contrat de 10 jours)                                              | Skyforce de Sioux Falls (D-League)                                                       | [ 310 ] |
| Langston Galloway             | 17 janvier     | Knicks de New York (Second contrat de 10 jours)                                          | Knicks de New York (Second contrat de 10 jours)                                          | [ 311 ] |
| Elliot Williams               | 17 janvier     | Jazz de l'Utah (Second contrat de 10 jours)                                              | Jazz de l'Utah (Second contrat de 10 jours)                                              | [ 312 ] |
| JaMychal Green                | 18 janvier     | Spurs de San Antonio (Contrat de 10 jours)                                               | Spurs d'Austin (D-League)                                                                | [ 313 ] |
| Quincy Miller                 | 18 janvier     | Kings de Sacramento (Contrat de 10 jours)                                                | Bighorns de Reno (D-League)                                                              | [ 314 ] |
| Miroslav Raduljica            | 18 janvier     | Timberwolves du Minnesota (Second contrat de 10 jours)                                   | Timberwolves du Minnesota (Second contrat de 10 jours)                                   | [ 315 ] |
| Kenyon Martin                 | 19 janvier     | Bucks de Milwaukee (Second contrat de 10 jours)                                          | Bucks de Milwaukee (Second contrat de 10 jours)                                          | [ 316 ] |
| James Michael McAdoo          | 19 janvier     | Warriors de Golden State (Contrat de 10 jours)                                           | Warriors de Santa Cruz (D-League)                                                        | [ 317 ] |
| Lou Amundson                  | 20 janvier     | Knicks de New York (Second contrat de 10 jours)                                          | Knicks de New York (Second contrat de 10 jours)                                          | [ 318 ] |
| Tyrus Thomas                  | 21 janvier     | Grizzlies de Memphis (Contrat de 10 jours)                                               | Energy de l'Iowa (D-League)                                                              | [ 319 ] |
| Lance Thomas                  | 21 janvier     | Knicks de New York (Second contrat de 10 jours)                                          | Knicks de New York (Second contrat de 10 jours)                                          | [ 320 ] |
| Andre Dawkins                 | 23 janvier     | Celtics de Boston (Contrat de 10 jours)                                                  | Skyforce de Sioux Falls (D-League)                                                       | [ 321 ] |
| Dahntay Jones                 | 24 janvier     | Clippers de Los Angeles (Second contrat de 10 jours)                                     | Clippers de Los Angeles (Second contrat de 10 jours)                                     | [ 322 ] |
| Nate Wolters                  | 24 janvier     | Pelicans de La Nouvelle-Orléans (Second contrat de 10 jours)                             | Pelicans de La Nouvelle-Orléans (Second contrat de 10 jours)                             | [ 323 ] |
| Elijah Millsap                | 25 janvier     | Jazz de l'Utah (Signe pour le reste de la saison)                                        | Jazz de l'Utah (Signe pour le reste de la saison)                                        | [ 324 ] |
| Larry Drew II                 | 26 janvier     | 76ers de Philadelphie (Second contrat de 10 jours)                                       | 76ers de Philadelphie (Second contrat de 10 jours)                                       | [ 325 ] |
| Langston Galloway             | 27 janvier     | Knicks de New York (Signe pour le reste de la saison)                                    | Knicks de New York (Signe pour le reste de la saison)                                    | [ 326 ] |
| Lorenzo Brown                 | 28 janvier     | Timberwolves du Minnesota (Contrat de 10 jours)                                          | Grand Rapids Drive (D-League)                                                            | [ 327 ] |
| Jorge Gutiérrez               | 28 janvier     | Bucks de Milwaukee (Contrat de 10 jours)                                                 | Charge de Canton (D-League)                                                              | [ 328 ] |
| Chris Johnson                 | 28 janvier     | Jazz de l'Utah (Contrat de 10 jours)                                                     | Vipers de Rio Grande Valley (D-League)                                                   | [ 329 ] |
| Reggie Williams               | 28 janvier     | Spurs de San Antonio (Contrat de 10 jours)                                               | Blue d'Oklahoma City (D-League)                                                          | [ 330 ] |
| Tyler Johnson                 | 29 janvier     | Heat de Miami (Second contrat de 10 jours)                                               | Heat de Miami (Second contrat de 10 jours)                                               | [ 331 ] |
| Kenyon Martin                 | 29 janvier     | Bucks de Milwaukee (Signe pour le reste de la saison)                                    | Bucks de Milwaukee (Signe pour le reste de la saison)                                    | [ 332 ] |
| Lou Amundson                  | 30 janvier     | Knicks de New York (Signe pour le reste de la saison)                                    | Knicks de New York (Signe pour le reste de la saison)                                    | [ 333 ] |
| Quincy Miller                 | 30 janvier     | Kings de Sacramento (Second contrat de 10 jours)                                         | Kings de Sacramento (Second contrat de 10 jours)                                         | [ 334 ] |
| Lance Thomas                  | 31 janvier     | Knicks de New York (Signe pour le reste de la saison)                                    | Knicks de New York (Signe pour le reste de la saison)                                    | [ 335 ] |
| Andre Dawkins                 | 2 février      | Celtics de Boston (Second contrat de 10 jours)                                           | Celtics de Boston (Second contrat de 10 jours)                                           | [ 336 ] |
| JaMychal Green                | 2 février      | Grizzlies de Memphis (Contrat de 10 jours)                                               | Spurs d'Austin (D-League)                                                                | [ 337 ] |
| John Lucas III                | 2 février      | Pistons de Détroit (Contrat de 10 jours)                                                 | Fujian Sturgeons (Chine)                                                                 | [ 338 ] |
| James Michael McAdoo          | 2 février      | Warriors de Golden State (Second contrat de 10 jours)                                    | Warriors de Golden State (Second contrat de 10 jours)                                    | [ 339 ] |
| Dahntay Jones                 | 3 février      | Clippers de Los Angeles (Signe pour le reste de la saison)                               | Clippers de Los Angeles (Signe pour le reste de la saison)                               | [ 340 ] |
| Toney Douglas                 | 4 février      | Pelicans de La Nouvelle-Orléans (Contrat de 10 jours)                                    | Jiangsu Dragons (Chine)                                                                  | [ 341 ] |
| Elliot Williams               | 4 février      | Hornets de Charlotte (Contrat de 10 jours)                                               | Warriors de Santa Cruz (D-League)                                                        | [ 342 ] |
| Tim Frazier                   | 5 février      | 76ers de Philadelphie (Contrat de 10 jours)                                              | Red Claws du Maine (D-League)                                                            | [ 343 ] |
| Lorenzo Brown                 | 6 février      | Timberwolves du Minnesota (Second contrat de 10 jours)                                   | Timberwolves du Minnesota (Second contrat de 10 jours)                                   | [ 344 ] |
| Jorge Gutiérrez               | 7 février      | Bucks de Milwaukee (Second contrat de 10 jours)                                          | Bucks de Milwaukee (Second contrat de 10 jours)                                          | [ 345 ] |
| Tyler Johnson                 | 8 février      | Heat de Miami (Signe pour le reste de la saison)                                         | Heat de Miami (Signe pour le reste de la saison)                                         | [ 346 ] |
| Reggie Williams               | 8 février      | Spurs de San Antonio (Second contrat de 10 jours)                                        | Spurs de San Antonio (Second contrat de 10 jours)                                        | [ 347 ] |
| Bernard James                 | 11 février     | Mavericks de Dallas (Contrat de 10 jours)                                                | Shanghai Sharks (Chine)                                                                  | [ 348 ] |
| John Lucas III                | 12 février     | Pistons de Détroit (Second contrat de 10 jours)                                          | Pistons de Détroit (Second contrat de 10 jours)                                          | [ 349 ] |
| Toney Douglas                 | 18 février     | Pelicans de La Nouvelle-Orléans (Second contrat de 10 jours)                             | Pelicans de La Nouvelle-Orléans (Second contrat de 10 jours)                             | [ 350 ] |
| Amar'e Stoudemire             | 18 février     | Mavericks de Dallas                                                                      | Knicks de New York (libéré le 16 février)                                                | [ 351 ] |
| Lorenzo Brown                 | 19 février     | Timberwolves du Minnesota (Signe pour le reste de la saison)                             | Timberwolves du Minnesota (Signe pour le reste de la saison)                             | [ 352 ] |
| JaMychal Green                | 19 février     | Grizzlies de Memphis (Second contrat de 10 jours)                                        | Grizzlies de Memphis (Second contrat de 10 jours)                                        | [ 353 ] |
| James Michael McAdoo          | 19 février     | Warriors de Golden State (Signe pour le reste de la saison)                              | Warriors de Golden State (Signe pour le reste de la saison)                              | [ 354 ] |
| Reggie Williams               | 19 février     | Spurs de San Antonio (Signe pour le reste de la saison)                                  | Spurs de San Antonio (Signe pour le reste de la saison)                                  | [ 355 ] |
| Tim Frazier                   | 20 février     | 76ers de Philadelphie (Second contrat de 10 jours)                                       | 76ers de Philadelphie (Second contrat de 10 jours)                                       | [ 356 ] |
| David Stockton                | 20 février     | Kings de Sacramento (Contrat de 10 jours)                                                | Bighorns de Reno (D-League)                                                              | [ 357 ] |
| Earl Barron                   | 21 février     | Suns de Phoenix (Contrat de 10 jours)                                                    | Jam de Bakersfield (D-League)                                                            | [ 358 ] |
| Bernard James                 | 21 février     | Mavericks de Dallas (Second contrat de 10 jours)                                         | Mavericks de Dallas (Second contrat de 10 jours)                                         | [ 359 ] |
| Quincy Miller                 | 21 février     | Pistons de Détroit (Contrat de 10 jours)                                                 | Bighorns de Reno (D-League)                                                              | [ 360 ] |
| Henry Walker                  | 21 février     | Heat de Miami (Contrat de 10 jours)                                                      | Skyforce de Sioux Falls (D-League)                                                       | [ 361 ] |
| Ish Smith                     | 22 février     | 76ers de Philadelphie                                                                    | Pelicans de La Nouvelle-Orléans (Libéré le 19 février)                                   | [ 362 ] |
| Jack Cooley                   | 24 février     | Jazz de l'Utah (Contrat de 10 jours)                                                     | Stampede de l'Idaho (D-League)                                                           | [ 363 ] |
| Bryce Cotton                  | 24 février     | Jazz de l'Utah (Contrat de 10 jours)                                                     | Spurs d'Austin (D-League)                                                                | [ 363 ] |
| Jordan Hamilton               | 24 février     | Clippers de Los Angeles (Contrat de 10 jours)                                            | Bighorns de Reno (D-League)                                                              | [ 364 ] |
| Kendrick Perkins              | 24 février     | Cavaliers de Cleveland                                                                   | Jazz de l'Utah (Libéré le 21 février)                                                    | [ 365 ] |
| Thomas Robinson               | 24 février     | 76ers de Philadelphie (claimed off waivers)                                              | Nuggets de Denver (Libéré le 22 février)                                                 | [ 366 ] |
| Shawne Williams               | 24 février     | Pistons de Détroit (claimed off waivers)                                                 | Pelicans de La Nouvelle-Orléans (Libéré le 22 février)                                   | [ 367 ] |
| John Lucas III                | 25 février     | Pistons de Détroit (Signe pour le reste de la saison)                                    | Pistons de Détroit (Signe pour le reste de la saison)                                    | [ 368 ] |
| Michael Beasley               | 26 février     | Heat de Miami (Contrat de 10 jours)                                                      | Shanghai Sharks (Chine)                                                                  | [ 369 ] |
| JaMychal Green                | 1er mars       | Grizzlies de Memphis                                                                     | Grizzlies de Memphis                                                                     | [ 370 ] |
| Earl Barron                   | 3 mars         | Suns de Phoenix (Second contrat de 10 jours)                                             | Suns de Phoenix (Second contrat de 10 jours)                                             | [ 371 ] |
| Bernard James                 | 3 mars         | Dallas Mavericks (Signe pour le reste de la saison)                                      | Dallas Mavericks (Signe pour le reste de la saison)                                      | [ 372 ] |
| Quincy Miller                 | 3 mars         | Pistons de Détroit (Second contrat de 10 jours)                                          | Pistons de Détroit (Second contrat de 10 jours)                                          | [ 373 ] |
| Henry Walker                  | 3 mars         | Heat de Miami (Second contrat de 10 jours)                                               | Heat de Miami (Second contrat de 10 jours)                                               | [ 374 ] |
| Elliot Williams               | 4 mars         | Pelicans de La Nouvelle-Orléans (Contrat de 10 jours)                                    | Warriors de Santa Cruz (D-League)                                                        | [ 375 ] |
| Jarell Eddie                  | 5 mars         | Hawks d'Atlanta (Contrat de 10 jours)                                                    | Spurs d'Austin (D-League)                                                                | [ 376 ] |
| Justin Hamilton               | 5 mars         | Timberwolves du Minnesota (claimed off waivers)                                          | Pelicans de La Nouvelle-Orléans (libéré le 3 mars)                                       | [ 377 ] |
| Jerrelle Benimon              | 6 mars         | Jazz de l'Utah (Contrat de 10 jours)                                                     | Stampede de l'Idaho (D-League)                                                           | [ 378 ] |
| Bryce Cotton                  | 6 mars         | Jazz de l'Utah (Second contrat de 10 jours)                                              | Jazz de l'Utah (Second contrat de 10 jours)                                              | [ 379 ] |
| Jordan Hamilton               | 6 mars         | Clippers de Los Angeles (Second contrat de 10 jours)                                     | Clippers de Los Angeles (Second contrat de 10 jours)                                     | [ 380 ] |
| Chris Johnson                 | 6 mars         | Bucks de Milwaukee (Contrat de 10 jours)                                                 | Vipers de Rio Grande Valley (D-League)                                                   | [ 381 ] |
| Nate Robinson                 | 7 mars         | Clippers de Los Angeles (Contrat de 10 jours)                                            | Celtics de Boston (Libéré le 15 janvier)                                                 | [ 382 ] |
| Glenn Robinson III            | 7 mars         | 76ers de Philadelphie (claimed off waivers)                                              | Timberwolves du Minnesota (libéré le 5 mars)                                             | [ 383 ] |
| Michael Beasley               | 8 mars         | Heat de Miami (Second contrat de 10 jours)                                               | Heat de Miami (Second contrat de 10 jours)                                               | [ 384 ] |
| Jabari Brown                  | 10 mars        | Lakers de Los Angeles (Contrat de 10 jours)                                              | D-Fenders de Los Angeles (D-League)                                                      | [ 385 ] |
| Seth Curry                    | 11 mars        | Suns de Phoenix (Contrat de 10 jours)                                                    | BayHawks d'Érié (D-League)                                                               | [ 386 ] |
| Toure' Murry                  | 12 mars        | Wizards de Washington (Contrat de 10 jours)                                              | Vipers de Rio Grande Valley (D-League)                                                   | [ 387 ] |
| Henry Walker                  | 13 mars        | Heat de Miami (Signe pour le reste de la saison)                                         | Heat de Miami (Signe pour le reste de la saison)                                         | [ 388 ] |
| Elliot Williams               | 14 mars        | Pelicans de La Nouvelle-Orléans (Second contrat de 10 jours)                             | Pelicans de La Nouvelle-Orléans (Second contrat de 10 jours)                             | [ 389 ] |
| Austin Daye                   | 15 mars        | Hawks d'Atlanta (Contrat de 10 jours)                                                    | BayHawks d'Érié (D-League)                                                               | [ 390 ] |
| Jack Cooley                   | 16 mars        | Jazz de l'Utah (Second contrat de 10 jours)                                              | Jazz de l'Utah (Second contrat de 10 jours)                                              | [ 391 ] |
| Bryce Cotton                  | 16 mars        | Jazz de l'Utah (Signe pour le reste de la saison)                                        | Jazz de l'Utah (Signe pour le reste de la saison)                                        | [ 392 ] |
| Chris Johnson                 | 16 mars        | Bucks de Milwaukee (Second contrat de 10 jours)                                          | Bucks de Milwaukee (Second contrat de 10 jours)                                          | [ 393 ] |
| Nate Robinson                 | 17 mars        | Clippers de Los Angeles (Second contrat de 10 jours)                                     | Clippers de Los Angeles (Second contrat de 10 jours)                                     | [ 394 ] |
| Michael Beasley               | 18 mars        | Heat de Miami (Signe pour le reste de la saison)                                         | Heat de Miami (Signe pour le reste de la saison)                                         | [ 395 ] |
| Sean Kilpatrick               | 19 mars        | Timberwolves du Minnesota (Contrat de 10 jours)                                          | 87ers du Delaware (D-League)                                                             | [ 396 ] |
| Ricky Ledo                    | 19 mars        | Knicks de New York (Contrat de 10 jours)                                                 | Legends du Texas (D-League)                                                              | [ 397 ] |
| Jordan Hamilton               | 20 mars        | Clippers de Los Angeles (Signe pour le reste de la saison)                               | Clippers de Los Angeles (Signe pour le reste de la saison)                               | [ 398 ] |
| Jabari Brown                  | 21 mars        | Lakers de Los Angeles (Second contrat de 10 jours)                                       | Lakers de Los Angeles (Second contrat de 10 jours)                                       | [ 399 ] |
| A. J. Price                   | 21 mars        | Suns de Phoenix (Contrat de 10 jours)                                                    | Cavaliers de Cleveland (libéré le 7 janvier)                                             | [ 400 ] |
| Toure' Murry                  | 22 mars        | Wizards de Washington (Second contrat de 10 jours)                                       | Wizards de Washington (Second contrat de 10 jours)                                       | [ 401 ] |
| David Wear                    | 23 mars        | Kings de Sacramento (Contrat de 10 jours)                                                | Bighorns de Reno (D-League)                                                              | [ 402 ] |
| Toney Douglas                 | 24 mars        | Pelicans de La Nouvelle-Orléans (Signe pour le reste de la saison, libéré le 19 février) | Pelicans de La Nouvelle-Orléans (Signe pour le reste de la saison, libéré le 19 février) | [ 403 ] |
| Austin Daye                   | 25 mars        | Hawks d'Atlanta (Second contrat de 10 jours)                                             | Hawks d'Atlanta (Second contrat de 10 jours)                                             | [ 404 ] |
| Jack Cooley                   | 26 mars        | Jazz de l'Utah (Signe pour le reste de la saison)                                        | Jazz de l'Utah (Signe pour le reste de la saison)                                        | [ 405 ] |
| Chris Johnson                 | 26 mars        | Jazz de l'Utah                                                                           | Bucks de Milwaukee (Après 2 contrats de 10 jours)                                        | [ 406 ] |
| Will Bynum                    | 27 mars        | Wizards de Washington (Contrat de 10 jours)                                              | Guangdong Southern Tigers (Chine)                                                        | [ 407 ] |
| Earl Clark                    | 27 mars        | Nets de Brooklyn (Contrat de 10 jours)                                                   | Shandong Lions (Chine)                                                                   | [ 408 ] |
| Ian Clark                     | 28 mars        | Nuggets de Denver (claimed off waivers)                                                  | Jazz de l'Utah (Libéré le 26 mars)                                                       | [ 409 ] |
| Lester Hudson                 | 29 mars        | Clippers de Los Angeles (Contrat de 10 jours)                                            | Liaoning Dinosaurs (Chine)                                                               | [ 410 ] |
| Ricky Ledo                    | 29 mars        | Knicks de New York (Second contrat de 10 jours)                                          | Knicks de New York (Second contrat de 10 jours)                                          | [ 411 ] |
| Tim Frazier                   | 30 mars        | Trail Blazers de Portland (Contrat de 10 jours)                                          | Red Claws du Maine (D-League)                                                            | [ 412 ] |
| Jabari Brown                  | 1er avril      | Lakers de Los Angeles (Signe pour le reste de la saison)                                 | Lakers de Los Angeles (Signe pour le reste de la saison)                                 | [ 413 ] |
| Jerel McNeal                  | 1er avril      | Suns de Phoenix (Contrat de 10 jours)                                                    | Jam de Bakersfield (D-League)                                                            | [ 414 ] |
| Sim Bhullar                   | 2 avril        | Kings de Sacramento (Contrat de 10 jours)                                                | Bighorns de Reno (D-League)                                                              | [ 415 ] |
| Dwight Buycks                 | 3 avril        | Lakers de Los Angeles (Contrat de 10 jours)                                              | Blue d'Oklahoma City (D-League)                                                          | [ 416 ] |
| Austin Daye                   | 4 avril        | Hawks d'Atlanta (Signe pour le reste de la saison)                                       | Hawks d'Atlanta (Signe pour le reste de la saison)                                       | [ 417 ] |
| Chris Babb                    | 6 avril        | Celtics de Boston                                                                        | Red Claws du Maine (D-League)                                                            | [ 418 ] |
| Will Bynum                    | 6 avril        | Wizards de Washington (Signe pour le reste de la saison)                                 | Wizards de Washington (Signe pour le reste de la saison)                                 | [ 419 ] |
| Earl Clark                    | 6 avril        | Nets de Brooklyn (Signe pour le reste de la saison)                                      | Nets de Brooklyn (Signe pour le reste de la saison)                                      | [ 420 ] |
| Jorge Gutiérrez               | 7 avril        | Bucks de Milwaukee                                                                       | Charge de Canton (D-League)                                                              | [ 421 ] |
| Arinze Onuaku                 | 7 avril        | Timberwolves du Minnesota                                                                | Charge de Canton (D-League)                                                              | [ 422 ] |
| Ricky Ledo                    | 8 avril        | Knicks de New York (Signe pour le reste de la saison)                                    | Knicks de New York (Signe pour le reste de la saison)                                    | [ 423 ] |
| Shavlik Randolph              | 8 avril        | Nuggets de Denver (claimed off waivers)                                                  | Celtics de Boston (Libéré le 26 mars)                                                    | [ 424 ] |
| Lester Hudson                 | 11 avril       | Clippers de Los Angeles (Signe pour le reste de la saison)                               | Clippers de Los Angeles (Signe pour le reste de la saison)                               | [ 425 ] |
| Jerel McNeal                  | 11 avril       | Suns de Phoenix (Signe pour le reste de la saison)                                       | Suns de Phoenix (Signe pour le reste de la saison)                                       | [ 426 ] |
| Jamaal Franklin               | 12 avril       | Nuggets de Denver                                                                        | D-Fenders de Los Angeles (D-League)                                                      | [ 427 ] |
| David Stockton                | 12 avril       | Kings de Sacramento                                                                      | Bighorns de Reno (D-League)                                                              | [ 428 ] |
| Vander Blue                   | 13 avril       | Lakers de Los Angeles                                                                    | D-Fenders de Los Angeles (D-League)                                                      | [ 429 ] |

- Note: * : option du joueur - ** : option de l'équipe - *** : option terminale

### Joueurs partis à l'étranger
| * | Joueurs internationaux qui sont retournés dans leur pays. |

| Joueur              | Date de signature | Nouvelle équipe            | Nouveau pays | Equipe NBA                      | Cause départ NBA         | Référence |
| ------------------- | ----------------- | -------------------------- | ------------ | ------------------------------- | ------------------------ | --------- |
| Tornike Shengelia   | 21 juin           | Laboral Kutxa              | Espagne      | Chicago Bulls                   | Agent libre              | [ 430 ]   |
| Nando de Colo       | 9 juillet         | CSKA Moscow                | Russie       | Toronto Raptors                 | Agent libre              | [ 431 ]   |
| Bogdan Bogdanović   | 11 juillet        | Fenerbahçe Ülker           | Turquie      | Phoenix Suns                    | Non signé après la draft | [ 432 ]   |
| Alessandro Gentile  | 19 juillet        | EA7 Emporio Armani Milano  | Italie       | Houston Rockets                 | Non signé après la draft | [ 433 ]   |
| Dwight Buycks       | 25 juillet        | Valencia Basket            | Spain        | Toronto Raptors                 | Agent libre              | [ 434 ]   |
| Lorenzo Brown       | 29 juillet        | Reyer Maschile Venezia     | Italie       | Philadelphia 76ers              | Agent libre              | [ 435 ]   |
| Maalik Wayns        | 30 juillet        | Žalgiris Kaunas            | Lituanie     | Los Angeles Clippers            | Agent libre              | [ 436 ]   |
| Nemanja Dangubić    | 31 juillet        | Étoile rouge de Belgrade   | Serbie       | San Antonio Spurs               | Non signé après la draft | [ 437 ]   |
| Vasilije Micić      | 4 août            | Bayern Munich              | Germany      | Philadelphia 76ers              | Non signé après la draft | [ 438 ]   |
| Metta World Peace   | 4 août            | Sichuan Blue Whales        | China        | New York Knicks                 | Agent libre              | [ 439 ]   |
| James Anderson      | 5 août            | Žalgiris Kaunas            | Lituanie     | Philadelphia 76ers              | Agent libre              | [ 440 ]   |
| Lamar Patterson     | 5 août            | Tofaş Spor Kulübü          | Turquie      | Atlanta Hawks                   | Non signé après la draft | [ 441 ]   |
| Jan Veselý          | 5 août            | Fenerbahçe Ülker           | Turquie      | Denver Nuggets                  | Agent libre              | [ 442 ]   |
| Hilton Armstrong    | 6 août            | Beşiktaş JK                | Turquie      | Golden State Warriors           | Agent libre              | [ 443 ]   |
| Xavier Thames       | 6 août            | CDB Séville                | Espagne      | Brooklyn Nets                   | Non signé après la draft | [ 444 ]   |
| MarShon Brooks      | 8 août            | EA7 Emporio Armani Milano  | Italie       | Los Angeles Lakers              | Agent libre              | [ 445 ]   |
| Al Harrington       | 11 août           | Fujian Sturgeons           | Chine        | Washington Wizards              | Agent libre              | [ 446 ]   |
| Byron Mullens       | 11 août           | Shanxi Zhongyu             | Chine        | Philadelphia 76ers              | Agent libre              | [ 447 ]   |
| Josh Childress      | 12 août           | Sydney Kings               | Australie    | New Orleans Pelicans            | Agent libre              | [ 448 ]   |
| DeAndre Daniels     | 14 août           | Perth Wildcats             | Australie    | Toronto Raptors                 | Non signé après la draft | [ 449 ]   |
| Orlando Johnson     | 14 août           | Laboral Kutxa              | Espagne      | Sacramento Kings                | Agent libre              | [ 450 ]   |
| Tony Mitchell       | 18 août           | Aquila Basket Trento       | Italie       | Milwaukee Bucks                 | Agent libre              | [ 451 ]   |
| Anthony Randolph    | 18 août           | Lokomotiv Kouban-Krasnodar | Russie       | Orlando Magic                   | Agent libre              | [ 452 ]   |
| Toney Douglas       | 19 août           | Jiangsu Dragons            | Chine        | Miami Heat                      | Agent libre              | [ 453 ]   |
| Jordan McRae        | 29 août           | Melbourne Tigers           | Australie    | Philadelphia 76ers              | Non signé après la draft | [ 454 ]   |
| Ryan Gomes          | 11 septembre      | Laboral Kutxa              | Espagne      | Boston Celtics                  | Agent libre              | [ 455 ]   |
| Mustafa Shakur      | 12 septembre      | Klaipėdos Neptūnas         | Lituanie     | Oklahoma City Thunder           | Agent libre              | [ 456 ]   |
| Julyan Stone        | 12 septembre      | Reyer Maschile Venezia     | Italie       | Toronto Raptors                 | Agent libre              | [ 457 ]   |
| Vyacheslav Kravtsov | 16 septembre      | Foshan Dralions            | Chine        | Phoenix Suns                    | Agent libre              | [ 458 ]   |
| James Nunnally      | 17 septembre      | Tuenti Móvil Estudiantes   | Espagne      | Philadelphia 76ers              | Agent libre              | [ 459 ]   |
| Tyshawn Taylor      | 17 septembre      | MBK Dynamo Moscou          | Russie       | New Orleans Pelicans            | Agent libre              | [ 460 ]   |
| Jordan Crawford     | 18 septembre      | Xinjiang Flying Tigers     | Chine        | Golden State Warriors           | Agent libre              | [ 461 ]   |
| Miroslav Raduljica  | 19 septembre      | Shandong Lions             | Chine        | Los Angeles Clippers            | Agent libre              | [ 462 ]   |
| Andray Blatche      | 20 septembre      | Xinjiang Flying Tigers     | Chine        | Brooklyn Nets                   | Agent libre              | [ 463 ]   |
| Gustavo Ayón        | 23 septembre      | Real Madrid                | Espagne      | Atlanta Hawks                   | Agent libre              | [ 464 ]   |
| Josh Harrellson     | 23 septembre      | Chongqing Flying Dragons   | Chine        | Detroit Pistons                 | Agent libre              | [ 465 ]   |
| D. J. White         | 4 octobre         | Laboral Kutxa              | Espagne      | Charlotte Bobcats               | Agent libre              | [ 466 ]   |
| Jamaal Franklin     | 7 octobre         | Zhejiang Lions             | Chine        | Memphis Grizzlies               | Agent libre              | [ 467 ]   |
| Michael Beasley     | 9 octobre         | Shanghai Sharks            | Chine        | Memphis Grizzlies               | Agent libre              | [ 468 ]   |
| James Southerland   | 14 octobre        | Limoges CSP                | France       | Portland Trail Blazers          | Agent libre              | [ 469 ]   |
| Dee Bost            | 24 octobre        | Trabzonspor                | Turquie      | Utah Jazz                       | Agent libre              | [ 470 ]   |
| Jeremy Tyler        | 25 octobre        | Shanxi Zhongyu             | Chine        | Los Angeles Lakers              | Agent libre              | [ 471 ]   |
| Chris Wright        | 26 octobre        | Turów Zgorzelec            | Pologne      | Milwaukee Bucks                 | Agent libre              | [ 472 ]   |
| Kim English         | 27 octobre        | SLUC Nancy Basket          | France       | Chicago Bulls                   | Agent libre              | [ 473 ]   |
| Brian Qvale         | 28 octobre        | Tofaş                      | Turquie      | Charlotte Hornets               | Agent libre              | [ 474 ]   |
| Casper Ware         | 1er novembre      | EWE Baskets Oldenburg      | Allemagne    | Brooklyn Nets                   | Agent libre              | [ 475 ]   |
| Deonte Burton       | 3 novembre        | ratiopharm Ulm             | Allemagne    | Sacramento Kings                | Agent libre              | [ 476 ]   |
| Brock Motum*        | 3 novembre        | Adelaide 36ers             | Australie    | Utah Jazz                       | Agent libre              | [ 477 ]   |
| Luke Hancock        | 4 novembre        | Paniónios BC               | Grèce        | Memphis Grizzlies               | Agent libre              | [ 478 ]   |
| Kyrylo Fesenko      | 5 novembre        | Avtodor Saratov            | Russie       | Minnesota Timberwolves          | Agent libre              | [ 479 ]   |
| Dionte Christmas    | 12 novembre       | Paris-Levallois            | France       | New Orleans Pelicans            | Agent libre              | [ 480 ]   |
| Nemanja Nedović     | 14 novembre       | Valencia Basket            | Espagne      | Golden State Warriors           | Agent libre              | [ 481 ]   |
| John Lucas III      | 21 novembre       | Fujian Sturgeons           | Chine        | Washington Wizards              | Agent libre              | [ 482 ]   |
| Vernon Macklin      | 22 novembre       | Al Jaysh                   | Qatar        | New Orleans Pelicans            | Agent libre              | [ 483 ]   |
| D. J. Stephens      | 2 décembre        | Zénith Saint-Pétersbourg   | Russie       | New Orleans Pelicans            | Agent libre              | [ 484 ]   |
| Sebastian Telfair   | 2 décembre        | Xinjiang Flying Tigers     | Chine        | Oklahoma City Thunder           | Agent libre              | [ 485 ]   |
| Patric Young        | 3 décembre        | Galatasaray SK             | Turquie      | New Orleans Pelicans            | Agent libre              | [ 486 ]   |
| Will Bynum          | 5 décembre        | Guangdong Southern Tigers  | Chine        | Boston Celtics                  | Agent libre              | [ 487 ]   |
| Will Cherry         | 7 décembre        | Žalgiris Kaunas            | Lituanie     | Cleveland Cavaliers             | Agent libre              | [ 488 ]   |
| Arnett Moultrie     | 16 décembre       | Jiangsu Dragons            | Chine        | New York Knicks                 | Agent libre              | [ 489 ]   |
| Brandon Davies      | 12 janvier        | Élan sportif chalonnais    | France       | Brooklyn Nets                   | Agent libre              | [ 490 ]   |
| Jeff Adrien         | 19 janvier        | Guangdong Southern Tigers  | China        | Minnesota Timberwolves          | Agent libre              | [ 491 ]   |
| Tony Mitchell       | 5 février         | Atléticos de San Germán    | Porto Rico   | Phoenix Suns                    | Agent libre              | [ 492 ]   |
| Jordan Farmar       | 7 février         | Darüşşafaka S.K.           | Turquie      | Los Angeles Clippers            | Agent libre              | [ 493 ]   |
| Andreï Kirilenko*   | 24 février        | CSKA Moscou                | Russie       | 76ers de Philadelphie           | Agent libre              | [ 494 ]   |
| Gal Mekel           | 24 février        | BK Nijni Novgorod          | Russie       | Pelicans de La Nouvelle-Orléans | Agent libre              | [ 495 ]   |
| Darius Miller       | 24 février        | Brose Baskets              | Allemagne    | Pelicans de La Nouvelle-Orléans | Agent libre              | [ 496 ]   |
| Víctor Claver       | 1er mars          | Khimki                     | Russie       | Nuggets de Denver               | Agent libre              | [ 497 ]   |

### Joueurs libérés
| Date          | Joueur                | Franchise                       | Ref     |
| ------------- | --------------------- | ------------------------------- | ------- |
| 29 juin       | Willie Green          | Clippers de Los Angeles         | [ 498 ] |
| 29 juin       | Willie Reed           | Kings de Sacramento             | [ 499 ] |
| 30 juin       | James Anderson        | 76ers de Philadelphie           | [ 500 ] |
| 30 juin       | Doron Lamb            | Magic d'Orlando                 | [ 501 ] |
| 30 juin       | Jameer Nelson         | Magic d'Orlando                 | [ 502 ] |
| 2 juillet     | Ronnie Price          | Magic d'Orlando                 | [ 503 ] |
| 4 juillet     | Jason Maxiell         | Magic d'Orlando                 | [ 504 ] |
| 7 juillet     | Julyan Stone          | Raptors de Toronto              | [ 505 ] |
| 10 juillet    | John Salmons          | Hawks d'Atlanta                 | [ 506 ] |
| 11 juillet    | Lamar Odom            | Knicks de New York              | [ 507 ] |
| 14 juillet    | Josh Harrellson       | Pistons de Détroit              | [ 508 ] |
| 14 juillet    | Peyton Siva           | Pistons de Détroit              | [ 508 ] |
| 15 juillet    | Lou Amundson          | Bulls de Chicago                | [ 509 ] |
| 15 juillet    | Carlos Boozer         | Bulls de Chicago                | [ 510 ] |
| 15 juillet    | Ronnie Brewer         | Bulls de Chicago                | [ 509 ] |
| 15 juillet    | Mike James            | Bulls de Chicago                | [ 509 ] |
| 15 juillet    | Anthony Randolph      | Magic d'Orlando                 | [ 511 ] |
| 15 juillet    | Ish Smith             | Suns de Phoenix                 | [ 512 ] |
| 18 juillet    | Kendall Marshall      | Lakers de Los Angeles           | [ 513 ] |
| 19 juillet    | Dwight Buycks         | Raptors de Toronto              | [ 514 ] |
| 19 juillet    | Diante Garrett        | Raptors de Toronto              | [ 514 ] |
| 23 juillet    | Shannon Brown         | Knicks de New York              | [ 515 ] |
| 23 juillet    | Omri Casspi           | Pelicans de La Nouvelle-Orléans | [ 516 ] |
| 24 juillet    | Dionte Christmas      | Suns de Phoenix                 | [ 517 ] |
| 30 juillet    | Hilton Armstrong      | Warriors de Golden State        | [ 518 ] |
| 30 juillet    | Melvin Ely            | Wizards de Washington           | [ 519 ] |
| 29 août       | Carlos Delfino        | Clippers de Los Angeles         | [ 520 ] |
| 29 août       | Miroslav Raduljica    | Clippers de Los Angeles         | [ 520 ] |
| 31 août       | Jamaal Franklin       | Grizzlies de Memphis            | [ 521 ] |
| 1er septembre | Hasheem Thabeet       | 76ers de Philadelphie           | [ 522 ] |
| 3 septembre   | Wayne Ellington       | Kings de Sacramento             | [ 523 ] |
| 6 septembre   | Jeremy Tyler          | Kings de Sacramento             | [ 524 ] |
| 24 septembre  | Scotty Hopson         | Kings de Sacramento             | [ 525 ] |
| 25 septembre  | Chris Babb            | Celtics de Boston               | [ 526 ] |
| 25 septembre  | Chris Johnson         | Celtics de Boston               | [ 526 ] |
| 25 septembre  | Alonzo Gee            | Kings de Sacramento             | [ 527 ] |
| 29 septembre  | John Lucas III        | Celtics de Boston               | [ 528 ] |
| 29 septembre  | Malcolm Thomas        | Celtics de Boston               | [ 528 ] |
| 30 septembre  | Pierre Jackson        | 76ers de Philadelphie           | [ 529 ] |
| 29 octobre    | Gal Mekel             | Mavericks de Dallas             | [ 530 ] |
| 1er novembre  | A. J. Price           | Cavaliers de Cleveland          | [ 531 ] |
| 6 novembre    | Jordan Hamilton       | Jazz de l'Utah                  | [ 532 ] |
| 9 novembre    | Kalin Lucas           | Grizzlies de Memphis            | [ 533 ] |
| 10 novembre   | Malcolm Thomas        | 76ers de Philadelphie           | [ 534 ] |
| 11 novembre   | Nemanja Nedović       | Warriors de Golden State        | [ 535 ] |
| 15 novembre   | Chris Johnson         | 76ers de Philadelphie           | [ 536 ] |
| 20 novembre   | Kalin Lucas           | Grizzlies de Memphis            | [ 537 ] |
| 20 novembre   | Hassan Whiteside      | Grizzlies de Memphis            | [ 537 ] |
| 24 novembre   | Shannon Brown         | Heat de Miami                   | [ 538 ] |
| 26 novembre   | Sebastian Telfair     | Thunder d'Oklahoma City         | [ 539 ] |
| 28 novembre   | A. J. Price           | Pacers de l'Indiana             | [ 540 ] |
| 30 novembre   | Will Cherry           | Cavaliers de Cleveland          | [ 541 ] |
| 30 novembre   | Darius Miller         | Pelicans de La Nouvelle-Orléans | [ 542 ] |
| 30 novembre   | Patric Young          | Pelicans de La Nouvelle-Orléans | [ 542 ] |
| 5 décembre    | Drew Gordon           | 76ers de Philadelphie           | [ 543 ] |
| 11 décembre   | Malcolm Lee           | 76ers de Philadelphie           | [ 544 ] |
| 11 décembre   | Jorge Gutiérrez       | 76ers de Philadelphie           | [ 545 ] |
| 15 décembre   | Ronald Roberts Jr.    | 76ers de Philadelphie           | [ 546 ] |
| 18 décembre   | Vítor Faverani        | Celtics de Boston               | [ 547 ] |
| 19 décembre   | Gal Mekel             | Pelicans de La Nouvelle-Orléans | [ 548 ] |
| 20 décembre   | Francisco García      | Rockets de Houston              | [ 549 ] |
| 22 décembre   | Josh Smith            | Pistons de Détroit              | [ 550 ] |
| 23 décembre   | Ronny Turiaf          | 76ers de Philadelphie           | [ 551 ] |
| 26 décembre   | Tarik Black           | Rockets de Houston              | [ 552 ] |
| 28 décembre   | Xavier Henry          | Lakers de Los Angeles           | [ 553 ] |
| 4 janvier     | Toure' Murry          | Jazz de l'Utah                  | [ 554 ] |
| 5 janvier     | Samuel Dalembert      | Knicks de New York              | [ 73 ]  |
| 6 janvier     | Patrick Christopher   | Jazz de l'Utah                  | [ 555 ] |
| 6 janvier     | Brandon Davies        | Nets de Brooklyn                | [ 556 ] |
| 6 janvier     | Andre Dawkins         | Heat de Miami                   | [ 557 ] |
| 7 janvier     | Jeff Adrien           | Timberwolves du Minnesota       | [ 558 ] |
| 7 janvier     | A. J. Price           | Cavaliers de Cleveland          | [ 559 ] |
| 7 janvier     | Glen Rice, Jr.        | Wizards de Washington           | [ 560 ] |
| 7 janvier     | Lou Amundson          | Knicks de New York              | [ 561 ] |
| 7 janvier     | Alex Kirk             | Knicks de New York              | [ 561 ] |
| 7 janvier     | Lance Thomas          | Knicks de New York              | [ 561 ] |
| 8 janvier     | Jared Cunningham      | 76ers de Philadelphie           | [ 562 ] |
| 9 janvier     | Nate Wolters          | Bucks de Milwaukee              | [ 304 ] |
| 9 janvier     | Tony Mitchell         | Suns de Phoenix                 | [ 76 ]  |
| 15 janvier    | Nate Robinson         | Celtics de Boston               | [ 79 ]  |
| 16 janvier    | Jordan Farmar         | Clippers de Los Angeles         | [ 563 ] |
| 17 janvier    | Austin Daye           | Spurs de San Antonio            | [ 564 ] |
| 18 janvier    | Chris Douglas-Roberts | Celtics de Boston               | [ 565 ] |
| 4 février     | Jannero Pargo         | Hornets de Charlotte            | [ 236 ] |
| 10 février    | Elliot Williams       | Hornets de Charlotte            | [ 80 ]  |
| 16 février    | Amar'e Stoudemire     | Knicks de New York              | [ 566 ] |
| 18 février    | Ricky Ledo            | Mavericks de Dallas             | [ 567 ] |
| 19 février    | Toney Douglas         | Pelicans de La Nouvelle-Orléans | [ 568 ] |
| 19 février    | Kenyon Martin         | Bucks de Milwaukee              | [ 569 ] |
| 19 février    | Ish Smith             | Pelicans de La Nouvelle-Orléans | [ 568 ] |
| 21 février    | Andreï Kirilenko      | 76ers de Philadelphie           | [ 570 ] |
| 21 février    | Kendall Marshall      | Suns de Phoenix                 | [ 358 ] |
| 21 février    | Kendrick Perkins      | Jazz de l'Utah                  | [ 571 ] |
| 21 février    | John Salmons          | Suns de Phoenix                 | [ 358 ] |
| 21 février    | Larry Sanders         | Bucks de Milwaukee              | [ 572 ] |
| 22 février    | Víctor Claver         | Nuggets de Denver               | [ 573 ] |
| 22 février    | Thomas Robinson       | Nuggets de Denver               | [ 573 ] |
| 22 février    | Malcolm Thomas        | 76ers de Philadelphie           | [ 574 ] |
| 22 février    | Shawne Williams       | Pelicans de La Nouvelle-Orléans | [ 575 ] |
| 24 février    | Tim Frazier           | 76ers de Philadelphie           | [ 366 ] |
| 1er mars      | JaVale McGee          | 76ers de Philadelphie           | [ 576 ] |
| 3 mars        | Justin Hamilton       | Pelicans de La Nouvelle-Orléans | [ 577 ] |
| 5 mars        | Glenn Robinson III    | Timberwolves du Minnesota       | [ 377 ] |
| 26 mars       | Ian Clark             | Jazz de l'Utah                  | [ 578 ] |
| 28 mars       | Toure' Murry          | Wizards de Washington           | [ 579 ] |
| 6 avril       | Shavlik Randolph      | Celtics de Boston               | [ 418 ] |

### Joueurs non retenus
Tous les joueurs non retenu dans l'équipe après les camps d'entrainements.
| Hawks d'Atlanta | Celtics de Boston                                                                             | Nets de Brooklyn | Bobcats de Charlotte                                                                  | Bulls de Chicago                                                                                     |
| --- | --------------------------------------------------------------------------------------------- | --- | ------------------------------------------------------------------------------------- | --- |
| - Jarell Eddie - Dexter Pittman                                                                                          | - Will Bynum - Jarell Eddie - Tim Frazier - Rodney McGruder - Erik Murphy - Christian Watford | - Willie Reed - Casper Ware | - Justin Cobbs - Dallas Lauderdale - Brian Qvale                                      | - Kim English - Ben Hansbrough - Solomon Jones                                                       |
| Cavaliers de Cleveland                                                                                                   | Mavericks de Dallas                                                                           | Nuggets de Denver | Pistons de Détroit                                                                    | Warriors de Golden State                                                                             |
| - Chris Crawford - Shane Edwards - Stephen Holt                                                                          | - Eric Griffin - Bernard James - Ivan Johnson - Doron Lamb - Yuki Togashi                     | - Jerrelle Benimon - Quincy Miller - Marcus Williams                                                                            | - Josh Bostic - Lorenzo Brown - Brian Cook - Aaron Gray - Hasheem Thabeet             | - Aaron Craft - Jason Kapono - Sean Kilpatrick - James Michael McAdoo - Mitchell Watt                |
| Rockets de Houston | Pacers de l'Indiana                                                                           | Clippers de Los Angeles | Lakers de Los Angeles                                                                 | Grizzlies de Memphis                                                                                 |
| - Jeff Adrien - Earl Clark - Robert Covington - Geron Johnson - Akil Mitchell - Josh Powell - Akeem Richmond - Ish Smith | - C.J. Fair - Arinze Onuaku - Chris Singleton - Adonis Thomas                                 | - Joe Ingles | - Keith Appling - Jabari Brown - Roscoe Smith - Jeremy Tyler                          | - Michael Beasley - Patrick Christopher - Earl Clark - Luke Hancock - Kalin Lucas - Hassan Whiteside |
| Heat de Miami | Bucks de Milwaukee                                                                            | Timberwolves du Minnesota | Pelicans de La Nouvelle-Orléans                                                       | Knicks de New York                                                                                   |
| - Khem Birch - Larry Drew II - Chris Johnson - Tyler Johnson - Shawn Jones - Reggie Williams                             | - Micheal Eric - Elijah Millsap - Chris Wright                                                | - José Juan Barea - Kyrylo Fesenko - Brady Heslip                                                                               | - Dionte Christmas - Kevin Jones - Vernon Macklin - D. J. Stephens                    | - Langston Galloway - Didier Mbenga - Arnett Moultrie - Orlando Sánchez - Jordan Vandenberg          |
| Thunder d'Oklahoma City                                                                                                  | Magic d'Orlando                                                                               | 76ers de Philadelphie | Suns de Phoenix                                                                       | Trail Blazers de Portland                                                                            |
| - Michael Jenkins - Richard Solomon - Talib Zanna                                                                        | - Kadeem Batts - Drew Crawford - Seth Curry - Peyton Siva                                     | - Keith Bogans - Drew Gordon - Malcolm Lee - Travis Outlaw - Ronald Roberts - Marquis Teague - Jarvis Varnado - Elliot Williams | - Earl Barron - Joe Jackson - Casey Prather - Jamil Wilson                            | - Diante Garrett - Darius Morris - James Southerland                                                 |
| Kings de Sacramento | Spurs de San Antonio                                                                          | Raptors de Toronto | Jazz de l'Utah                                                                        | Wizards de Washington                                                                                |
| - Sim Bhullar - Deonte Burton - Trey Johnson - David Wear                                                                | - Bryce Cotton - Josh Davis - Fuquan Edwin - JaMychal Green - John Holland - Robert Vaden     | - Will Cherry - Jordan Hamilton                                                                                                 | - Dee Bost - Jack Cooley - Carrick Felix - Dahntay Jones - Brock Motum - Kevin Murphy | - Vander Blue - Damion James - John Lucas III - Daniel Orton - Xavier Silas - David Stockton         |

### Premier tour
| Numéro | Nom               | Date signature | Nationalité        | Équipe                                                                        | Équipe précédente                |
| ------ | ----------------- | -------------- | ------------------ | ----------------------------------------------------------------------------- | -------------------------------- |
| 1      | Andrew Wiggins    | 24 juillet     | Canada             | Cavaliers de Cleveland (transféré à Minnesota)                                | Jayhawks du Kansas               |
| 2      | Jabari Parker     | 9 juillet      | États-Unis         | Bucks de Milwaukee                                                            | Blue Devils de Duke              |
| 3      | Joel Embiid       | 26 août        | Cameroun           | 76ers de Philadelphie                                                         | Jayhawks du Kansas               |
| 4      | Aaron Gordon      | 2 juillet      | États-Unis         | Magic d'Orlando                                                               | Wildcats de l'Arizona            |
| 5      | Dante Exum        | 11 juillet     | Australie          | Jazz de l'Utah                                                                | Australian Institute of Sport    |
| 6      | Marcus Smart      | 10 juillet     | États-Unis         | Celtics de Boston                                                             | Cowboys d'Oklahoma State         |
| 7      | Julius Randle     | 13 juillet     | États-Unis         | Lakers de Los Angeles                                                         | Wildcats du Kentucky             |
| 8      | Nik Stauskas      | 8 juillet      | Canada             | Kings de Sacramento                                                           | Wolverines du Michigan           |
| 9      | Noah Vonleh       | 25 juillet     | États-Unis         | Hornets de Charlotte (en provenance de Détroit)                               | Hoosiers de l'Indiana            |
| 10     | Elfrid Payton     | 2 juillet      | États-Unis         | Magic d'Orlando (en provenance de La Nouvelle-Orléans, via Philadelphie)      | Ragin' Cajuns de la Louisiane    |
| 11     | Doug McDermott    | 22 juillet     | États-Unis         | Bulls de Chicago (en provenance de Denver)                                    | Bluejays de Creighton            |
| 12     | Dario Šarić       | —              | Croatie            | 76ers de Philadelphie (en provenance de New York via Orlando)                 | Anadolu Efes                     |
| 13     | Zach LaVine       | 8 juillet      | États-Unis         | Timberwolves du Minnesota                                                     | Bruins d'UCLA                    |
| 14     | T. J. Warren      | 8 août         | États-Unis         | Suns de Phoenix                                                               | Wolfpack de North Carolina State |
| 15     | Adreian Payne     | 25 juillet     | États-Unis         | Hawks d'Atlanta                                                               | Spartans de Michigan State       |
| 16     | Jusuf Nurkić      | 31 juillet     | Bosnie-Herzégovine | Nuggets de Denver (en provenance de Charlotte, via Chicago)                   | KK Cedevita                      |
| 17     | James Young       | 10 juillet     | États-Unis         | Celtics de Boston (en provenance de Brooklyn)                                 | Wildcats du Kentucky             |
| 18     | Tyler Ennis       | 8 août         | Canada             | Suns de Phoenix (en provenance de Washington)                                 | Orange de Syracuse               |
| 19     | Gary Harris       | 31 juillet     | États-Unis         | Bulls de Chicago (transféré à Denver)                                         | Spartans de Michigan State       |
| 20     | Bruno Caboclo     | 9 juillet      | Brésil             | Raptors de Toronto                                                            | Pinheiros                        |
| 21     | Mitch McGary      | 5 juillet      | États-Unis         | Thunder d'Oklahoma City (en provenance de Dallas, via les Lakers, et Houston) | Wolverines du Michigan           |
| 22     | Jordan Adams      | 7 juillet      | États-Unis         | Grizzlies de Memphis                                                          | Bruins de l'UCLA                 |
| 23     | Rodney Hood       | 11 juillet     | États-Unis         | Jazz de l'Utah (en provenance de Golden State)                                | Blue Devils de Duke              |
| 24     | Shabazz Napier    | 18 juillet     | États-Unis         | Heat de Miami (en provenance de Portland via Charlotte)                       | Huskies du Connecticut           |
| 25     | Clint Capela      | 25 juillet     | Suisse             | Rockets de Houston                                                            | Élan sportif chalonnais          |
| 26     | P. J. Hairston    | 22 août        | États-Unis         | Hornets de Charlotte (en provenance de Miami)                                 | Legends du Texas                 |
| 27     | Bogdan Bogdanović | —              | Serbie             | Suns de Phoenix (en provenance d'Indiana)                                     | KK Partizan Belgrade             |
| 28     | C. J. Wilcox      | 12 juillet     | États-Unis         | Clippers de Los Angeles                                                       | Huskies de Washington            |
| 29     | Josh Huestis      | —              | États-Unis         | Thunder d'Oklahoma City                                                       | Cardinal de Stanford             |
| 30     | Kyle Anderson     | 12 juillet     | États-Unis         | Spurs de San Antonio                                                          | Bruins de l'UCLA                 |

### Deuxième tour
| Numéro | Nom                    | Date signature | Nationalité | Équipe                                                                                     | Équipe précédente                            |
| ------ | ---------------------- | -------------- | ----------- | ------------------------------------------------------------------------------------------ | -------------------------------------------- |
| 31     | Damien Inglis          | 26 août        | France      | Bucks de Milwaukee                                                                         | Chorale Roanne Basket                        |
| 32     | K. J. McDaniels        | 1er octobre    | États-Unis  | 76ers de Philadelphie                                                                      | Tigers de Clemson                            |
| 33     | Joe Harris             | 24 juillet     | États-Unis  | Cavaliers de Cleveland (en provenance d'Orlando)                                           | Cavaliers de la Virginie                     |
| 34     | Cleanthony Early       | 1er août       | États-Unis  | Knicks de New York (en provenance de Boston, via Dallas)                                   | Shockers de Wichita State                    |
| 35     | Jarnell Stokes         | 18 août        | États-Unis  | Grizzlies de Memphis (en provenance de Utah)                                               | Volunteers du Tennessee                      |
| 36     | Johnny O'Bryant III    | 30 juillet     | États-Unis  | Bucks de Milwaukee (en provenance des Lakers, via Phoenix et Minnesota)                    | Tigers de LSU                                |
| 37     | DeAndre Daniels        | —              | États-Unis  | Raptors de Toronto (en provenance de Sacramento)                                           | Huskies du Connecticut                       |
| 38     | Spencer Dinwiddie      | 21 juillet     | États-Unis  | Pistons de Détroit                                                                         | Buffaloes du Colorado                        |
| 39     | Jerami Grant           | 29 septembre   | États-Unis  | 76ers de Philadelphie (en provenance de Cleveland)                                         | Orange de Syracuse                           |
| 40     | Glenn Robinson III     | 17 septembre   | États-Unis  | Timberwolves du Minnesota (en provenance de La Nouvelle-Orléans)                           | Wolverines du Michigan                       |
| 41     | Nikola Jokić           | —              | Serbie      | Nuggets de Denver                                                                          | Mega Vizura                                  |
| 42     | Nick Johnson           | 25 juillet     | États-Unis  | Rockets de Houston (en provenance de New York)                                             | Wildcats de l'Arizona                        |
| 43     | Walter Tavares         | —              | Cap-Vert    | Hawks d'Atlanta                                                                            | Gran Canaria                                 |
| 44     | Markel Brown           | 23 juillet     | États-Unis  | Nets de Brooklyn (en provenance de Minnesota)                                              | Cowboys d'Oklahoma State                     |
| 45     | Dwight Powell          | 23 août        | Canada      | Cavaliers de Cleveland (en provenance de Charlotte)                                        | Cardinal de Stanford                         |
| 46     | Jordan Clarkson        | 25 août        | États-Unis  | Lakers de Los Angeles (en provenance de Washington)                                        | Tigers du Missouri                           |
| 47     | Russ Smith             | 15 juillet     | États-Unis  | Pelicans de La Nouvelle-Orléans (en provenance de Philadelphie, via Boston et Dallas)      | Cardinals de Louisville                      |
| 48     | Lamar Patterson        | —              | États-Unis  | Hawks d'Atlanta (en provenance de Toronto, via Phoenix, transféré à MilwaukeeAtlanta)      | Panthers de Pittsburgh                       |
| 49     | Cameron Bairstow       | 21 juillet     | Australie   | Bulls de Chicago                                                                           | Lobos du Nouveau-Mexique                     |
| 50     | Alec Brown             | —              | États-Unis  | Suns de Phoenix                                                                            | Phoenix de Green Bay                         |
| 51     | Thanásis Antetokoúnmpo | —              | Grèce       | Knicks de New York (en provenance de Dallas)                                               | 87ers du Delaware                            |
| 52     | Vasilije Micić         | —              | Serbie      | 76ers de Philadelphie (en provenance de Memphis, via Cleveland)                            | Mega Vizura                                  |
| 53     | Alessandro Gentile     | —              | Italie      | Rockets de Houston (en provenance de Minnesota via Golden State)                           | Olimpia Milan                                |
| 54     | Nemanja Dangubić       | —              | Serbie      | Spurs de San Antonio (en provenance de Houston, via Milwaukee et Philadelphie)             | Mega Vizura                                  |
| 55     | Semaj Christon         | —              | États-Unis  | Thunder d'Oklahoma City (transféré à Miami, via Charlotte)                                 | Musketeers de Xavier                         |
| 56     | Devyn Marble           | 24 juillet     | États-Unis  | Magic d'Orlando (en provenance de Portland, via Denver)                                    | Hawkeyes de l'Iowa                           |
| 57     | Louis Labeyrie         | —              | France      | Knicks de New York (en provenance d'Indiana)                                               | Paris-Levallois Basket                       |
| 58     | Jordan McRae           | —              | États-Unis  | 76ers de Philadelphie (en provenance des Clippers, via La Nouvelle-Orléans et San Antonio) | Volunteers du Tennessee                      |
| 59     | Xavier Thames          | —              | États-Unis  | Nets de Brooklyn (en provenance d'Oklahoma City, via New York et Toronto)                  | Aztecs de San Diego State Raptors de Toronto |
| 60     | Cory Jefferson         | 23 juillet     | États-Unis  | Nets de Brooklyn (en provenance de San Antonio, via Philadelphie)                          | Bears de Baylor                              |

#### Draft précédentes
| Année | no | Nom                 | Date signature | Équipe                | Équipe précédente                    | Réf     |
| ----- | -- | ------------------- | -------------- | --------------------- | ------------------------------------ | ------- |
| 2013  | 60 | James Ennis         | 15 juillet     | Heat de Miami         | Piratas de Quebradillas (Porto Rico) | [ 580 ] |
| 2011  | 23 | Nikola Mirotić      | 18 juillet     | Bulls de Chicago      | Real Madrid (Espagne)                | [ 581 ] |
| 2011  | 31 | Bojan Bogdanović    | 22 juillet     | Nets de Brooklyn      | Fenerbahçe Ülker (Turquie)           | [ 582 ] |
| 2013  | 46 | Erick Green         | 1er août       | Nuggets de Denver     | Mens Sana Basket (Italie)            | [ 583 ] |
| 2013  | 16 | Lucas Nogueira      | 3 août         | Raptors de Toronto    | Estudiantes Madrid (Espagne)         | [ 185 ] |
| 2012  | 48 | Kóstas Papanikoláou | 23 septembre   | Rockets de Houston    | FC Barcelone (Espagne)               | [ 584 ] |
| 2012  | 53 | Furkan Aldemir      | 15 décembre    | 76ers de Philadelphie | Galatasaray (Turquie)                | [ 546 ] |
| 2013  | 55 | Joffrey Lauvergne   | 19 février     | Nuggets de Denver     | Khimki Moscou (Russie)               | [ 585 ] |